# Kunst im öffentlichen Raum im Berliner Bezirk Pankow
Die Liste ist ein Überblick über die Kunst im öffentlichen Raum in allen Ortsteilen des Bezirks Pankow. Sie ist weitestgehend sortierbar. 
| Foto | Künstler | Titel | KiöR_ID | Adresse / Standort | Art                                                | Material                                         | Entstehungsjahr                                                                            | Maße                                                                                                 | Eigentümer                                                                              |
| --- | --- | --- | ------- | --- | -------------------------------------------------- | ------------------------------------------------ | ------------------------------------------------------------------------------------------ | --- | --------------------------------------------------------------------------------------- |
| | Herbert Wiegand                                                                                                 | Buchstabengruppe | 1       | Achillesstraße 31, Berlin-Karow, 9. Grundschule (Lage) | Skulpturengruppe                                   | bemaltes Stahlblech                              | 1996                                                                                       | | Bezirksamt Pankow, Amt für Schule und Sport                                             |
| | | Segnender Engel | 2       | Albertinenstraße 17, Berlin-Weißensee, Parkanlage der Stephanus-Stiftung / Haus der DBWFördergruppe (Lage)                                                     | Skulptur                                           |                                                  | 1900 / 2003                                                                                | | Stephanus-Stiftung                                                                      |
| | Achim Kühn | Glockenstuhl | 3       | Albertinenstraße 20–23, Berlin-Weißensee, Parkanlage der Stephanus-Stiftung                                                                                    | Plastik                                            | Stahl                                            | 1975                                                                                       | 4 m × 2 m, 5 m × 2 m, H des Kreuzes 6 m                                                              | Stephanus-Stiftung                                                                      |
| | Katharina Szelinski-Singer                                                                                      | Die Wartenden | 4       | Albertinenstraße 20–23, Berlin-Weißensee, Parkanlage der Stephanus-Stiftung (Lage)                                                                             | Skulpturengruppe                                   | Muschelkalk                                      | 1967 / 1977                                                                                | 175 cm × 160 cm × 70 m                                                                               | Katharina Szelinski-Singer (Leihgabe an Stephanus-Stiftung)                             |
| | Katharina Szelinski-Singer                                                                                      | Modell des Trümmerfrau-Denkmals | 5       | Albertinenstraße 20–23, Berlin-Weißensee, Parkanlage der Stephanus-Stiftung (Lage)                                                                             | Skulptur                                           | Muschelkalk                                      | 1955 (Original)                                                                            | H ca. 70 cm                                                                                          | Katharina Szelinski-Singer (Leihgabe an Stephanus-Stiftung)                             |
| | Gottlieb Elster                                                                                                 | Caritas | 6       | Albertinenstraße 20–23, Berlin-Weißensee, Stephanus-Stiftung, Ev. Kindergarten (Lage)                                                                          | Plastik                                            | Bronze, Sandstein                                | 1911                                                                                       | H 150 cm                                                                                             | Land Berlin                                                                             |
| | Hans Hoepfner                                                                                                   | Windspiel | 7       | Albertinenstraße 26, Berlin-Weißensee, Stephanus-Stiftung, Haus 12, Katharina-von-Bora-Haus                                                                    | Plastik                                            | Stahl                                            | 2001                                                                                       | | Stephanus-Stiftung                                                                      |
| | Karl Blümel | Mitwelt | 8       | Alt-Buch 41, Berlin-Buch, Schlosspark Buch | Skulptur                                           | Sandstein                                        | 1988                                                                                       | 250 cm, Sockel 65 cm                                                                                 | Bezirksamt Pankow, Amt für Umwelt und Natur                                             |
| Bild gesucht BW                                                                                                   | Hans-Helmuth Müller                                                                                             | Springbrunnen | 9       | Alt-Buch 48–50, Berlin-Buch, Seniorenheim (Lage) | Brunnen                                            | Metallblech, Beton                               | 1982                                                                                       | H 180 cm                                                                                             | Seniorenwohnen am Schlosspark                                                           |
| | | Ehrengrab für Prof. Fritz Cremer | 10      | Am Bürgerpark 24, Berlin-Niederschönhausen, Landeseigener Friedhof Pankow III                                                                                  | Plastik                                            | Skulptur: Bronze, Sockel: Roter Klinker          | 1993                                                                                       | Plastik: H: 37 cm, Sockel: 80 cm                                                                     | Bezirksamt Pankow, Amt für Umwelt und Natur                                             |
| | | Stele zum Gedenken an die Opfer des Krieges und der Kämpfer gegen den Krieg | 11      | Am Bürgerpark 24, Berlin-Niederschönhausen, Landeseigener Friedhof                                                                                             | Plastik                                            | Granit / Bronze                                  |                                                                                            | | Land Berlin                                                                             |
| | Anne Ochmann | Harlekin | 12      | Prenzlauer Berg 5, Berlin-Prenzlauer Berg (Lage) | Plastik                                            | Bronze                                           | 2001                                                                                       | H 190 cm                                                                                             | Bezirksamt Pankow, Amt für Umwelt und Natur                                             |
| | Anne Ochmann | Kletterturm und Throne | 13      | Prenzlauer Berg 5, Berlin-Prenzlauer Berg (Lage) | Plastik                                            | Klinker                                          | 2001                                                                                       | H ca. 3,80 m / 1,20 m                                                                                | Land Berlin                                                                             |
| | Otto Placzek | Der Schwimmer (Dämmerung) | 14      | Albertinenstraße, Berlin-Weißensee, Park am Weißen See | Skulptur                                           | Muschelkalk                                      | 1924 / 1939                                                                                | 270 cm mit Plinthe                                                                                   | Bezirksamt Pankow, Amt für Umwelt und Natur                                             |
| Einer der beiden Seelöwen an der Plansdche am Weißen See                                                          | Willy Ernst Schade                                                                                              | Zwei Seelöwen | 15      | Park am Weißen See, Berlin-Weißensee, Plansche (Lage) | Skulpturen/Wasserspeier                            | Muschelkalk                                      | 1920 / 1925                                                                                | H 125 cm, 130 m                                                                                      | Bezirksamt Pankow, Amt für Umwelt und Natur                                             |
| | Carin Kreuzberg                                                                                                 | Sitzendes Liebespaar |         | Amalienpark, Berlin-Pankow | Plastik                                            | Bronze                                           | 1976                                                                                       | |                                                                                         |
| | Eberhard Bachmann                                                                                               | Trümmerfrau (Aufbauhelferin) | 16      | Amalienstraße, Berlin-Weißensee, Ecke Albertinenstraße | Plastik                                            | Bronze                                           | 1965 / 1968                                                                                | H 210 cm                                                                                             | Bezirksamt Pankow, Amt für Umwelt und Natur                                             |
| | Heinrich Drake                                                                                                  | Jaguar | 17      | Amalienstraße, Berlin-Weißensee, Ecke Parkstraße / Grünanlage (Lage)                                                                                           | Tierplastik                                        | Bronze                                           | 1938 / 1960                                                                                | 54 cm × 113 m                                                                                        | Bezirksamt Pankow, Amt für Umwelt und Natur                                             |
| Bild gesucht BW                                                                                                   | Karl-Heinz Schamal                                                                                              | Gärtner | 18      | Antonplatz, Berlin-Weißensee (Lage) | Plastik                                            | Bronze                                           | 1962 / 1963 / 1979                                                                         | H 189 cm                                                                                             | Bezirksamt Pankow, Amt für Umwelt und Natur                                             |
| | Matthias Heinz                                                                                                  | Wasserkunst | 19      | Antonplatz Süd, Berlin-Weißensee, Berliner Allee 28–32, Bizetstraße 21–23 (Lage)                                                                               | Brunnen                                            | Herschenberger Granit / Betonsohle               | 2008                                                                                       | L 12,80 m, B 3,90 m, H 0,30 m                                                                        | Bezirksamt Pankow, Amt für Umwelt und Natur                                             |
| | Hans Kies | Anton Saefkow | 20      | Anton-Saefkow-Park, Berlin-Prenzlauer Berg (Lage) | Büste                                              | Schwedischer Granit                              | 1957 / 1958                                                                                | | Bezirksamt Pankow, Amt für Umwelt und Natur                                             |
| | Stephan Horota                                                                                                  | Wolf, Schaf und Bär | 21      | Anton-Saefkow-Straße, Berlin-Prenzlauer Berg (Lage) | Relief                                             | Marmor                                           | 2007                                                                                       | H 120 cm, B 130 cm                                                                                   | Bezirksamt Pankow, Amt für Umwelt und Natur                                             |
| | Michael Klein                                                                                                   | Bettina und Achim von Arnim | 22      | Arnimplatz, Berlin-Prenzlauer Berg (Lage) | Denkmal                                            | Bronze                                           | 1979 (Auftrag) / 1996 (Bronze)                                                             | | Bezirksamt Pankow, Amt für Umwelt und Natur                                             |
| | Michael Klein                                                                                                   | Bettinas Bank | 23      | Arnimplatz, Berlin-Prenzlauer Berg (Lage) | Brunnen                                            | Bronze                                           | 1997                                                                                       | ca. 140 cm × 80 cm                                                                                   | Bezirksamt Pankow, Amt für Umwelt und Natur                                             |
| | Hugo Lederer | Fruchtbarkeitsbrunnen | 24      | Arnswalder Platz, Berlin-Prenzlauer Berg | Brunnen                                            | roter Rochlitzer Porphyr                         | 1927 / 1934                                                                                | | Bezirksamt Pankow, Amt für Umwelt und Natur                                             |
| | Stephan Horota                                                                                                  | Bär | 25      | Arnswalder Platz, Berlin-Prenzlauer Berg | Skulptur                                           | Marmor                                           | 2004                                                                                       | ca. 150 cm H, 50 cm L, 50 cm B                                                                       | Bezirksamt Pankow, Amt für Umwelt und Natur                                             |
| | | Froschkönig |         | Arnswalder Platz, Berlin-Prenzlauer Berg | Skulptur                                           | Natursteine                                      | '-'                                                                                        | Kleinkinder-Spielplatz                                                                               | Bezirksamt Pankow, Amt für Umwelt und Natur                                             |
| | Sonja Eschefeld                                                                                                 | Junge Löwen | 26      | Bahnhofstraße 10–15, Berlin-Blankenburg, Berlin Krankenpflegeheim Blankenburg                                                                                  | Tierplastik                                        | Bronze                                           | 1979                                                                                       | 104 cm × 180 cm × 68 cm                                                                              | Albert-Schweitzer-Stiftung                                                              |
| | Henry Stöcker                                                                                                   | Flugobjekte | 27      | Ballonplatz, Berlin-Karow, auf dem Hof rechts und links (Lage)                                                                                                 | Plastik                                            | bemaltes Eisenblech                              | 1998                                                                                       | | Bezirksamt Pankow, Amt für Umwelt und Natur                                             |
| | | Bismarckstein Text: Unserm Bismarck die Bürger Weissensees 30. Juli 1908 | 28      | Berliner Allee, Berlin-Weißensee, Ecke Rennbahnstraße (Lage)                                                                                                   | Gedenkstein                                        | Granitfindling                                   | 1908                                                                                       | 150 cm × 137 cm × 100 cm                                                                             | Bezirksamt Pankow, Amt für Umwelt und Natur                                             |
| | Hagert | Zwei allegorische Figuren | 29      | Berliner Allee 130, Berlin-Weißensee, Innenhof | zwei Plastiken                                     | Terrakotta                                       | 1850–1860 (um) / 1890                                                                      | li. Gr.: H 235 cm, re. Gr. H 242 cm                                                                  |                                                                                         |
| | Gerhard Thieme                                                                                                  | Kletternde Kinder | 30      | Berliner Straße, Berlin-Pankow, Ecke Breite straße | Tröpfelbrunnen                                     | Bronze                                           | 1970 / 1972                                                                                | H 310 cm                                                                                             | Bezirksamt Pankow, Amt für Umwelt und Natur                                             |
| | Rolf Biebl | Der Vinetamann | 31      | Berliner straße, Berlin-Pankow, U-Bahnhof Vinetastraße | Plastik                                            | Bronze                                           | 1987                                                                                       | L 55 cm, B 60 cm, H 182 m                                                                            | Berliner Verkehrsbetriebe (BVG)                                                         |
| | Dieter Gantz | Pankower Marktleben | 32      | Berliner Straße 1, Berlin-Pankow, Ecke Breite straße | Wandbild                                           | Wandmalerei auf Putz                             | 1987                                                                                       | | Conwert Invest GmbH Wien                                                                |
| | Alexander Polzin                                                                                                | Der Steinhändler | 33      | Berliner straße 120, Berlin-Pankow | Skulptur                                           |                                                  | 2002                                                                                       | | Cajewitz-Stiftung                                                                       |
| | Manfred Butzmann                                                                                                | Gedenkinschrift auf dem Fußweg - 100 Jahre Kino | 34      | Berliner Straße 27, Berlin-Pankow, ehemaliges Kino Tivoli | Mosaik / Schriftzug                                | Marmor (schwarz und weiß)                        | 1995                                                                                       | L 1200 cm B 57 cm                                                                                    | Bezirksamt Pankow, Tiefbauamt                                                           |
| | Gerhard Rommel                                                                                                  | Berliner Mädchen | 35      | Berliner Straße 32–34, Berlin-Pankow, Grünanlage zwischen Masurenstraße und Samländische Straße (Lage)                                                         | Plastik                                            | Bronze                                           | 1961 / 1962                                                                                | | Bezirksamt Pankow, Amt für Umwelt und Natur                                             |
| | Veronika Hansen, Gesine Storck, Rosa Albaner                                                                    | Steinquader | 36      | Bernkasteler Straße, Berlin-Weißensee, Ecke Trierer Straße (Lage)                                                                                              | Objekt                                             | Rosa Albaner Marmor                              | 1993                                                                                       | 150 cm × 167 cm × 174 m                                                                              | Bezirksamt Pankow, Amt für Umwelt und Natur                                             |
| | | Hans Grundig zum 20. Todestag | 37      | Bernkasteler Straße 78, Berlin-Weißensee, Vorgarten der Schule                                                                                                 | Portraitrelief                                     |                                                  | 1978                                                                                       | | Bezirksamt Pankow, Abt. Jugend und Immobilien                                           |
| | Marina Thalke                                                                                                   | Erschöpfung | 38      | Blankenfelder Chaussee 5, Berlin-Blankenfelde, Botanische Anlage Blankenfelde (Lage)                                                                           | Skulptur                                           |                                                  | 2002                                                                                       | 70 cm (H) × 35 cm × 65 cm                                                                            | Bezirksamt Pankow, Amt für Umwelt und Natur                                             |
| Bild gesucht BW                                                                                                   | Anna Franziska Schwarzbach                                                                                      | Schutzmantelmadonna | 39      | Seit Januar 2015 im Atelier der Künstlerin. | Skulptur                                           | Reinhardtsdorfer Sandstein                       | 1999                                                                                       | 157 cm (H) × 75 cm × 60 cm                                                                           | Anna Franziska Schwarzbach                                                              |
| Bild gesucht BW                                                                                                   | Anna Franziska Schwarzbach                                                                                      | Tanzender Stein | 40      | Seit Januar 2015 im Atelier der Künstlerin. | Skulptur                                           | Postaer Sandstein                                | 1999                                                                                       | 160 cm (H) × 40 cm × 45 cm                                                                           | Anna Franziska Schwarzbach                                                              |
| Bild gesucht BW                                                                                                   | Anna Franziska Schwarzbach                                                                                      | Taufstein | 41      | Seit Januar 2015 im Atelier der Künstlerin. | Skulptur                                           | Kunststein                                       | 1982                                                                                       | 35 cm (H) + 30 cm (Sockel), Durchmesser: 95 cm                                                       | Anna Franziska Schwarzbach                                                              |
| Bild gesucht BW                                                                                                   | Anna Franziska Schwarzbach                                                                                      | Fritz als Baby | 42      | Seit Januar 2015 im Atelier der Künstlerin. | Skulptur                                           | Kunststein                                       | 1982                                                                                       | 35 cm (H) × 50 cm × 40 cm                                                                            | Anna Franziska Schwarzbach                                                              |
| Bild gesucht BW                                                                                                   | Anna Franziska Schwarzbach                                                                                      | Mensch und Tod | 43      | Seit Januar 2015 im Atelier der Künstlerin. | Skulptur                                           | Reinhardtsdorfer Sandstein                       | 1982                                                                                       | 95 cm (H) × 100 cm × 40 cm                                                                           | Anna Franziska Schwarzbach                                                              |
| Bild gesucht BW                                                                                                   | Anna Franziska Schwarzbach                                                                                      | Die Steinalte | 44      | Seit Januar 2015 im Atelier der Künstlerin. | Skulptur                                           | Reinhardtsdorfer Sandstein                       | 1982                                                                                       | 52 cm (H) × 60 cm × 30 cm                                                                            | Anna Franziska Schwarzbach                                                              |
| Bild gesucht BW                                                                                                   | Anna Franziska Schwarzbach                                                                                      | Europa vom Prenzlauer Berg | 45      | Seit Januar 2015 im Atelier der Künstlerin. | Plastik                                            | Steinguss                                        | 1999                                                                                       | ca. 140 cm (H) × 85 cm × 90 cm                                                                       | Anna Franziska Schwarzbach                                                              |
| Bild gesucht BW                                                                                                   | Anna Franziska Schwarzbach                                                                                      | Großes Paar | 46      | Seit Januar 2015 im Atelier der Künstlerin. | Skulptur                                           | Reinhardtsdorfer Sandstein                       | 1982                                                                                       | 245 cm (H) × 80 cm × 55 cm; Sockel: 65 cm (H)                                                        | Anna Franziska Schwarzbach                                                              |
| Bild gesucht BW                                                                                                   | Anna Franziska Schwarzbach                                                                                      | Sphinx weiblich | 47      | Seit Januar 2015 im Atelier der Künstlerin. | Skulptur                                           | Rochlitzer Porphyr                               | 1994                                                                                       | jeweils 75 cm (H) × 140 cm × 45 cm                                                                   | Anna Franziska Schwarzbach                                                              |
| | Pit Bohne | Vorsicht Mensch | 48      | Blankenfelder Chaussee 5, Berlin-Blankenfelde, Botanische Anlage Blankenfelde                                                                                  | Stele                                              | Geflämmtes Eichenholz                            | 2003                                                                                       | | Bezirksamt Pankow, Amt für Umwelt und Natur                                             |
| | Veronika Kellendorfer                                                                                           | Der bewegte Betrachter | 49      | Bornholmer Straße, Berlin-Prenzlauer Berg, im S-Bahnhof / Bösebrücke                                                                                           | Wandbild                                           |                                                  |                                                                                            | 1993                                                                                                 | S-Bahn Berlin GmbH                                                                      |
| | (e.) Twin Gabriel (Else Gabriel, Ullf Wrede)                                                                    | Mind the Gap | 50      | Bornholmer Straße, Berlin-Prenzlauer Berg, Eingangsbereich S-Bahnhof / Bösebrücke                                                                              | Installation                                       | Verschiedene Materialien / Lautsprecher          | 1999                                                                                       | | Senatskanzlei Kultur                                                                    |
| | Franziska Frey                                                                                                  | Ohne Titel | 51      | Breite Straße 24a, Berlin-Pankow, Innenhof Rathaus Pankow (Lage)                                                                                               | dreiteilige Skulpturengruppe                       | Sandstein                                        | 1996                                                                                       | 160 cm × 105 cm × 35 cm                                                                              | Dauerleihgabe Franziska Frey an Bezirksamt Pankow                                       |
| | Matthias Heinz                                                                                                  | Drei Räder | 52      | Breite Straße 24a, Berlin-Pankow, Innenhof Rathaus Pankow (Lage)                                                                                               | Plastik                                            | Gerüstrohr, Sandstein                            | 1998                                                                                       | Raddurchmesser 40 cm, Schenkellänge 120 cm                                                           | Dauerleihgabe Matthias Heinz an Bezirksamt Pankow                                       |
| | Rolf Wicker | Geknicktes Haus | 53      | Breite Straße 24a, Berlin-Pankow, Innenhof Rathaus Pankow (Lage)                                                                                               | Plastik                                            | Beton                                            | 1996                                                                                       | 80 cm × 90 cm × 70 cm                                                                                | Dauerleihgabe Rolf Wicker an Bezirksamt Pankow                                          |
| | Christoph Mertens                                                                                               | Canto Rodado II (Umgestürzt; Ursprüngliche Aufstellung des Blocks mit leichter Versetzung der Elemente) | 54      | Breite Straße 24a, Berlin-Pankow, Innenhof Rathaus Pankow (Lage)                                                                                               | Plastik                                            | Granit                                           | 1996                                                                                       | 120 cm × 90 cm × 80 cm                                                                               | Dauerleihgabe Christoph Mertens an Bezirksamt Pankow                                    |
| Bild gesucht BW                                                                                                   | Gottfried Knöffler                                                                                              | Vier Temperamente | 55      | Breite Straße 45, Berlin-Pankow, Kavalierhaus (Lage) | Putti                                              | Sandstein                                        | 1757 / 1960 Kopien (Originale im Bodemuseum) von Rolf Winkler, Heinz Worner                | | Caritas Klinik Maria Heimsuchung                                                        |
| | Dmitry Kuznetsov                                                                                                | Leichtgewicht | 56      | Breite Straße 46/47, Berlin-Pankow, Caritas-Klinik Maria Heimsuchung (Lage)                                                                                    | Skulpturengruppe                                   | Holz                                             | 2003                                                                                       | | Caritas-Kliniken Pankow                                                                 |
| | Paul Brandenburg                                                                                                | Maria begegnet Elisabeth | 57      | Breite Straße 46/47, Berlin-Pankow, Caritas-Klinik Maria Heimsuchung (Lage)                                                                                    | Plastik                                            | Muschelkalk                                      | 1988                                                                                       | Plastik: H 233 cm Sockel: H 30 cm                                                                    | Caritas-Kliniken Pankow                                                                 |
| | Trak Wendisch                                                                                                   | Viertelmondträgerin | 58      | Breite Straße, Berlin-Pankow, Anger | Plastik                                            | Bronze                                           | 1999                                                                                       | | Bezirksamt Pankow, Amt für Umwelt und Natur                                             |
| | Gerhard Rommel                                                                                                  | Grenzsoldat mit Kind | 59      | Breite Straße, Berlin-Pankow, Bleichröderpark | Plastik                                            | Bronze                                           | 1971                                                                                       | H 155 cm                                                                                             | Bezirksamt Pankow, Amt für Umwelt und Natur                                             |
| Bild gesucht BW                                                                                                   | Manfred Salow                                                                                                   | Brunnensäule mit Katzen und Vögeln | 60      | Breite Straße, Berlin-Pankow, Bleichröderpark (Lage) | Wiederaufstellung ohne Brunnenschale               | Beton und Bronze                                 | 1978                                                                                       | H 220 cm                                                                                             | Bezirksamt Pankow, Amt für Umwelt und Natur                                             |
| Bild gesucht BW                                                                                                   | Andreas Schmid                                                                                                  | Luftzug | 61      | Breite Straße, Berlin-Pankow, Rathauscenter Pankow (Lage) | Lichtinstallation                                  |                                                  | 2006                                                                                       | | BREDERO GmbH, Rathauscenter                                                             |
| | Reinhold Felderhoff                                                                                             | Mutter mit Kind | 62      | Brosepark, Berlin-Niederschönhausen | Plastik                                            | Bronze                                           | 1911 / 1955–1971 auf dem Anger Pankow / 1976 Brose-Park                                    | H 215 cm                                                                                             | Bezirksamt Pankow, Amt für Umwelt und Natur                                             |
| | Wolf-Dieter Schulze, Peter Rossa                                                                                | Zwei Torbögen | 63      | Brosepark, Berlin-Niederschönhausen | Skulptur                                           | Holz mit geplanter Umrankung                     | 1989 / 1990                                                                                | H 320 cm                                                                                             | Bezirksamt Pankow, Amt für Umwelt und Natur                                             |
| | Studenten der KHB-Weißensee                                                                                     | Kleiner Bär | 64      | Bühringstraße 23, Berlin-Weißensee, Kita (Lage) | Tierplastik                                        | Kunststein                                       | 1970 Jahre (Ende der)                                                                      | 40 cm × 50 cm                                                                                        | Bezirksamt Pankow, Abt. Jugend und Immobilien                                           |
| | Friedrich B. Henkel                                                                                             | Vegetative Landschaft | 65      | Bürgerpark, Berlin-Pankow | Skulptur                                           | Marmor                                           | 1987 / 1992                                                                                | | Bezirksamt Pankow, Amt für Umwelt und Natur                                             |
| | Fritz Cremer | Johannes R. Becher | 66      | Bürgerpark, Berlin-Pankow | Plastik                                            | Bronze                                           | 1976                                                                                       | H 230 cm                                                                                             | Bezirksamt Pankow, Amt für Umwelt und Natur                                             |
| | Gustav Seitz | Heinrich Mann | 67      | Bürgerpark, Berlin-Pankow | Büste                                              | Granit                                           | 1954                                                                                       | | Bezirksamt Pankow, Amt für Umwelt und Natur                                             |
| | René Graetz | upright figure no. 9 | 68      | Bürgerpark, Berlin-Pankow (Lage) | Plastik                                            | Bronze                                           | 1971                                                                                       | H 102,5 cm                                                                                           | Bezirksamt Pankow, Amt für Umwelt und Natur, Dauerleihgabe von Anne Schneider           |
| | Sabine Teubner                                                                                                  | Ruhender Mann, stehendes Mädchen | 69      | Bürgerpark, Berlin-Pankow | Plastik / Figurengruppe                            | Bronze                                           | 1989 / 1997                                                                                | | Bezirksamt Pankow, Amt für Umwelt und Natur                                             |
| | Susanne Specht                                                                                                  | Lange Bank | 70      | Bürgerpark, Berlin-Pankow | Plastik                                            | Betonguss                                        | 2007                                                                                       | | Bezirksamt Pankow, Amt für Umwelt und Natur                                             |
| | Werner Sutkowski                                                                                                | Gazelle | 71      | Bürgerpark, Berlin-Pankow | Plastik                                            | Bronze                                           | 1958                                                                                       | H 159 cm                                                                                             | Bezirksamt Pankow, Amt für Umwelt und Natur                                             |
| | Zdeněk Němeček                                                                                                  | Julius-Fucik-Denkmal | 72      | Bürgerpark, Berlin-Pankow | fünf Betonstelen, ein Hochrelief                   | Kopf Bronze                                      | 1974                                                                                       | | Bezirksamt Pankow, Amt für Umwelt und Natur                                             |
| | Stephan Horota                                                                                                  | Eulenspiegel | 73      | Buschallee, Berlin-Weißensee, Kaufhalle | Stele mit zwölf Relieftafeln und Plastik           | Beton und Bronze                                 | 1975 / 1979                                                                                | H 220 cm, Tafeln 21 × 21 cm                                                                          | Bezirksamt Pankow, Amt für Umwelt und Natur                                             |
| Bild gesucht BW                                                                                                   | Werner Stötzer                                                                                                  | Stehende | 74      | Robert-Rössle-Straße 10, Berlin-Buch, Campus Berlin-Buch, Grünanlage zwischen Haus 48 und 49 (Lage)                                                            | Plastik                                            | Bronze                                           | 1964                                                                                       | | BBB Management GmbH                                                                     |
| | Gerhard Rommel                                                                                                  | Kleine Erntehelferin | 75      | Robert-Rössle-Straße 10, Berlin-Buch, Campus Berlin-Buch, Grünanlage Nähe Haus 55                                                                              | Plastik                                            | Bronze                                           | 1960                                                                                       | | BBB Management GmbH                                                                     |
| | Axel Schulz | Oskar und Cécile Vogt | 76      | Robert-Rössle-Straße 10, Berlin-Buch, Campus Berlin-Buch, Haupteingang der Klinik                                                                              | Relief                                             | Bronze                                           | 1965                                                                                       | 46 × 200 cm                                                                                          | BBB Management GmbH                                                                     |
| | Waldemar Grzimek                                                                                                | Geschwister | 77      | Robert-Rössle-Straße 10, Berlin-Buch, Campus Berlin-Buch, zentrale Grünanlage                                                                                  | Plastik / Figurengruppe                            | Bronze                                           | 1957                                                                                       | | BBB Management GmbH                                                                     |
| | Maria Schockel-Rostowskaja                                                                                      | Porträt des Biophysikers Walter Friedrich(1883–1968) | 78      | Robert-Rössle-Straße 10, Berlin-Buch, Campus Berlin-Buch, gegenüber Haupteingang der Klinik                                                                    | Büste                                              | Bronze                                           | 1964                                                                                       | H 60 cm                                                                                              | BBB Management GmbH                                                                     |
| Bild gesucht BW                                                                                                   | Raffael Rheinsberg                                                                                              | Das ›E‹ als Element der Architektur | 79      | Robert-Rössle-Straße 10, Berlin-Buch, Campus Berlin-Buch, gegenüber Haus 83 (Lage)                                                                             | Installation                                       | Bleche aus Transformatoren                       | 2000                                                                                       | | BBB Management GmbH                                                                     |
| | Hella Horstmeier                                                                                                | Es ist so schön, neben dir zu stehen (Allegorie für ein Chromosomenpaar) | 80      | Robert-Rössle-Straße 10, Berlin-Buch, Campus Berlin-Buch, Grünanlage Nähe Haus 83                                                                              | Plastik                                            | Terrakotta / Eisen                               | 2006                                                                                       | | BBB Management GmbH                                                                     |
| | Gerhard Thieme                                                                                                  | Robert Rössle | 81      | Robert-Rössle-Straße 10, Berlin-Buch, Campus Berlin-Buch, Haupteingang der Klinik                                                                              | Büste                                              | Bronze                                           | 1960                                                                                       | H 55 cm                                                                                              | BBB Management GmbH                                                                     |
| | Carl Ebbinghaus                                                                                                 | Kopf der Minerva | 82      | Robert-Rössle-Straße 10, Berlin-Buch, Campus Berlin-Buch, Haus 55                                                                                              | Büste                                              | Bronze                                           | 1929                                                                                       | | BBB Management GmbH                                                                     |
| | | Gedenktafel für den russischen Genetiker N. W. Timoféeff-Ressovsky | 83      | Robert-Rössle-Straße 10, Berlin-Buch, Campus Berlin-Buch, Haus 8 (Eingangsbereich)                                                                             | Relief                                             |                                                  |                                                                                            | | BBB Management GmbH                                                                     |
| | | Japanische Laterne | 84      | Robert-Rössle-Straße 10, Berlin-Buch, Campus Berlin-Buch, kleiner japanischer Garten (Lage)                                                                    |                                                    | Sandstein                                        |                                                                                            | | BBB Management GmbH                                                                     |
| Bild gesucht BW                                                                                                   | Olafur Eliasson                                                                                                 | Zwei Leuchttürme für das MDC | 85      | Robert-Rössle-Straße 10, Berlin-Buch, Campus Berlin-Buch, nähe Haus 54/61                                                                                      | Lichtinstallation                                  | Metall / Glas                                    | 2000                                                                                       | | BBB Management GmbH                                                                     |
| | Jean Ipoustéguy                                                                                                 | L’Homme (Mann auf drei Beinen) | 86      | Robert-Rössle-Straße 10, Berlin-Buch, Campus Berlin-Buch, neben Haus 13                                                                                        | Plastik                                            | Bronze                                           | 1963                                                                                       | | BBB Management GmbH                                                                     |
| | Hans Scheib | Porträts der Hirnforscher Oskar Vogt (1870–1959) und Cécile Vogt (1875–1962) | 87      | Robert-Rössle-Straße 10, Berlin-Buch, Campus Berlin-Buch, neben Haus 58                                                                                        | Büste                                              | Bronze                                           | 2002                                                                                       | | BBB Management GmbH                                                                     |
| | Rainer Kriester                                                                                                 | Großes Sonnenzeichen I | 88      | Robert-Rössle-Straße 10, Berlin-Buch, Campus Berlin-Buch, neben Transformatoren haus; gegenüber Haus 83                                                        | Plastik                                            | Bronze helle Patina                              | 1995                                                                                       | | BBB Management GmbH                                                                     |
| | Hella Horstmeier                                                                                                | Aufgehoben | 89      | Robert-Rössle-Straße 10, Berlin-Buch, Campus Berlin-Buch, vor Haus 10 (Eingang Robert Rössle Straße)                                                           | Plastik                                            | Marmor / Bahnschwelle                            | 1990                                                                                       | | BBB Management GmbH                                                                     |
| | Gerson Fehrenbach                                                                                               | Große Karyatide | 90      | Robert-Rössle-Straße 10, Berlin-Buch, Campus Berlin-Buch, vor Haus 13                                                                                          | Plastik                                            | Bronze                                           | 1964                                                                                       | | BBB Management GmbH                                                                     |
| | Gerson Fehrenbach                                                                                               | Hellas | 91      | Robert-Rössle-Straße 10, Berlin-Buch, Campus Berlin-Buch, vor Haus 13                                                                                          | Plastik                                            | Bronze                                           | 1966                                                                                       | | BBB Management GmbH                                                                     |
| | Rolf Szymanski                                                                                                  | Anabase | 92      | Robert-Rössle-Straße 10, Berlin-Buch, Campus Berlin-Buch, vor Haus 23                                                                                          | Plastik                                            | Eisen                                            | 1983                                                                                       | | BBB Management GmbH                                                                     |
| | unbekannt (Gestaltung der Kapelle nach dem Vorbild der VillaRotonda des Architekten Andrea Palladio in Vicenza) | Säulenreste des Portikus der 1913 / 1925 erbauten Kapelle des geplanten Zentralfriedhofs Buch-Karow, gesprengt 1951 | 93      | Robert-Rössle-Straße 10, Berlin-Buch, Campus Berlin-Buch, vor Haus 27                                                                                          | Ionische Säulen                                    |                                                  | 1914–1925                                                                                  | | BBB Management GmbH                                                                     |
| | Jörg Steinert                                                                                                   | Hoffnung | 94      | Robert-Rössle-Straße 10, Berlin-Buch, Campus Berlin-Buch, vor Haus 49                                                                                          | Plastik                                            | Bronze                                           | 1997                                                                                       | | BBB Management GmbH                                                                     |
| | Rosemarie und Otto Schack                                                                                       | Porträt des Chirurgen Hans Gummel (1908–1973) | 95      | Robert-Rössle-Straße 10, Berlin-Buch, Campus Berlin-Buch, vor Haus 64                                                                                          | Büste                                              | Bronze                                           | 1973                                                                                       | | BBB Management GmbH                                                                     |
| | Sabina Grzimek                                                                                                  | Porträt des Biochemikers Erwin Negelein (1897–1979) | 96      | Robert-Rössle-Straße 10, Berlin-Buch, Campus Berlin-Buch, vor Haus 79                                                                                          | Büste                                              | Bronze                                           | 1998                                                                                       | | BBB Management GmbH                                                                     |
| | Sabina Grzimek                                                                                                  | Porträt des Biochemikers Otto Warburg (1883 / 1970; Nobelpreis 1931) | 97      | Robert-Rössle-Straße 10, Berlin-Buch, Campus Berlin-Buch, vor Haus 80                                                                                          | Büste                                              | Bronze                                           | 2001                                                                                       | | BBB Management GmbH                                                                     |
| | Sabina Grzimek                                                                                                  | Porträt des Biochemikers Karl Lohmann (1898 / 1978) | 98      | Robert-Rössle-Straße 10, Berlin-Buch, Campus Berlin-Buch, vor Haus 82                                                                                          | Büste                                              | Bronze                                           | 1998                                                                                       | | BBB Management GmbH                                                                     |
| | Hans Scheib | Porträt des Physikers und Molekularbiologen Max Delbrück (1906 / 1981; Nobelpreis 1969) | 99      | Robert-Rössle-Straße 10, Berlin-Buch, Campus Berlin-Buch, vor Haus 83                                                                                          | Büste                                              | Bronze                                           | 2003                                                                                       | | BBB Management GmbH                                                                     |
| | Adolf von Hildebrand                                                                                            | Porträt des Physikers und Physiologen Hermann v. Helmholtz (1821 / 1894), Kopie | 100     | Robert-Rössle-Straße 10, Berlin-Buch, Campus Berlin-Buch, vor Haus 84                                                                                          | Büste                                              | Bronze                                           | 1897 (Original)                                                                            | | BBB Management GmbH                                                                     |
| | Gerhard Rommel                                                                                                  | Porträt des Krebsforschers Arnold Graffi (1910 / 2006) | 101     | Robert-Rössle-Straße 10, Berlin-Buch, Campus Berlin-Buch, vor Haus 85                                                                                          | Büste                                              | Bronze                                           | 2003                                                                                       | | BBB Management GmbH                                                                     |
| | Stefan Kaehne                                                                                                   | Porträt des russischen Genetikers N. W. Timoféeff-Ressovsky (1900 / 1981) | 102     | Robert-Rössle-Straße 10, Berlin-Buch, Campus Berlin-Buch, vor Haus 87                                                                                          | Büste                                              | Beton                                            | 2006                                                                                       | | BBB Management GmbH                                                                     |
| | Sebastian Kulisch                                                                                               | DNA-Struktur | 103     | Robert-Rössle-Straße 10, Berlin-Buch, Campus Berlin-Buch, vor Haus D 82                                                                                        | Plastik                                            | Verzinkter Stahl, lackiert                       | 2000 / 2002                                                                                | | BBB Management GmbH                                                                     |
| | Anna Franziska Schwarzbach                                                                                      | Wenn ich groß bin, dann... (Mahnmal für die Opfer Nationalsozialistischer Euthanasie-Verbrechen) | 104     | Robert-Rössle-Straße 10, Berlin-Buch, Campus Berlin-Buch, Weg Nähe Haus 61                                                                                     | Denkmal                                            | Eisen                                            | 2000                                                                                       | | BBB Management GmbH                                                                     |
| | Mario Moschi | Fußballspieler | 105     | Cantianstraße, Berlin-Prenzlauer Berg, Eingang zum Friedrich-Ludwig-Jahn-Sportpark                                                                             | Plastik                                            | Bronze                                           | 1936                                                                                       | |                                                                                         |
| Bild gesucht BW                                                                                                   | Wilfried Fitzenreiter                                                                                           | Ruhender Sportler | 106     | Conrad-Blenkle-Straße 34, Berlin-Prenzlauer Berg, Coubertin-Gymnasium, Hof (Lage)                                                                              | Plastik                                            | Bronze                                           | 1973                                                                                       | | Bezirksamt Pankow, Amt für Schule und Sport                                             |
| | Stephan Horota                                                                                                  | Kinder unterm Regenschirm | 107     | Danziger Straße, Berlin-Prenzlauer Berg, Ecke Prenzlauer Allee                                                                                                 | Tröpfelbrunnen                                     | Bronze                                           | 1967 / 1968                                                                                | | Bezirksamt Pankow, Amt für Umwelt und Natur                                             |
| | Werner Richter                                                                                                  | Für die Opfer des Widerstandes | 108     | Danziger Straße, Berlin-Prenzlauer Berg, Ecke Diesterwegstraße                                                                                                 | Denkmal                                            | Porphyr                                          | 1979                                                                                       | | Bezirksamt Pankow, Amt für Umwelt und Natur                                             |
| Mädchen | Hans-Peter Goettsche                                                                                            | Mädchen | 109     | Dietzgenstraße, Berlin-Niederschönhausen, Friedrich-List-Gymnasium, im Garten, leicht beschädigt (Lage)                                                        | Plastik                                            | Bronze                                           | 1962                                                                                       | H: 180 cm                                                                                            | Bezirksamt Pankow, Amt für Umwelt und Natur                                             |
| | Nicolaus Bode                                                                                                   | Russischer Ofen | 110     | Dolomitenstraße 94, Berlin-Niederschönhausen, Ecke Brixener Straße (auf dem Schulhof) (Lage)                                                                   | Plastik                                            | Betonguss                                        | 1975                                                                                       | H 240 cm                                                                                             | Bezirksamt Pankow, Amt für Schule und Sport                                             |
| | Frank Hüller mit Schülern des Schliemanngymnasiums                                                              | Drei Affen | 111     | Dunckerstraße 64, Berlin-Prenzlauer Berg, Schliemann-Gymnasium (Lage)                                                                                          | Reliefarbeit im Marmorblock                        |                                                  | 2006                                                                                       | ca. 280 cm H, 100 cm B, 100 cm L                                                                     | Bezirksamt Pankow, Amt für Umwelt und Natur                                             |
| Bild gesucht BW                                                                                                   | Karina Raeck | Die Mauern und der Schatz des Priamos | 112     | Dunckerstraße 64, Berlin-Prenzlauer Berg, Schliemann-Gymnasium (Lage)                                                                                          |                                                    | Granit und Marmor                                | 2006                                                                                       | ca. 60 cm H, 7–8 m L, 50 cm B                                                                        | Bezirksamt Pankow, Amt für Umwelt und Natur                                             |
| | Christa Sammler                                                                                                 | Heinrich Schliemann | 113     | Dunckerstraße 64, Berlin-Prenzlauer Berg, Schliemann-Gymnasium (Lage)                                                                                          | Stele mit Relief                                   | Beton und Bronze                                 | 1978 / 1981                                                                                | | Bezirksamt Pankow, Amt für Schule und Sport                                             |
| | Rolf Winkler | Käthe Kollwitz | 114     | Dunckerstraße 65, Berlin-Prenzlauer Berg, Kollwitz-Gymnasium (Lage)                                                                                            | Plastik                                            | Bronze                                           | 1971                                                                                       | | Bezirksamt Pankow, Amt für Schule und Sport                                             |
| | Gerhard Geyer                                                                                                   | Anne Frank | 115     | Dusekestraße 14–22, Berlin-Niederschönhausen, Vorgarten der Kita (Lage)                                                                                        | Plastik                                            | Bronze                                           | 1960                                                                                       | H 120 cm                                                                                             | Bezirksamt Pankow, Abt. Jugend und Immobilien                                           |
| Bild gesucht BW                                                                                                   | Oswald Schimmelpfennig                                                                                          | Gänsejunge | 116     | Eberswalder Straße, Berlin-Prenzlauer Berg, Ecke Prenzlauer Allee / Hof des Krankenhauses (Lage)                                                               | Brunnen                                            | Bronze über Steinbecken                          | 1939                                                                                       | |                                                                                         |
| | Anna Franziska Schwarzbach                                                                                      | Albert & Einstein | 117     | Einsteinpark, Berlin-Prenzlauer Berg (Lage) | Doppel-Plastik                                     | Bronze                                           | 1998                                                                                       | | Bezirksamt Pankow, Amt für Umwelt und Natur                                             |
| | Yvonne Kohlert                                                                                                  | Einstein-Pavillon | 118     | Einsteinpark, Berlin-Prenzlauer Berg (Lage) | Plastik                                            | Granit, Basalt                                   | 1996                                                                                       | | Bezirksamt Pankow, Amt für Umwelt und Natur                                             |
| | Carin Kreuzberg                                                                                                 | Drei Frauen | 119     | Elisabethweg, Berlin-Niederschönhausen, Ecke Ossietzkystraße (Lage)                                                                                            | Plastik                                            | Bronze                                           | 1979 / 1993                                                                                | H 195 cm                                                                                             | Bezirksamt Pankow, Amt für Umwelt und Natur                                             |
| | Lothar Rechtacek                                                                                                | Bär | 120     | Else Jahn Straße 40, Berlin-Weißensee, Kita | Tierplastik                                        | Bronze                                           |                                                                                            | | Bezirksamt Pankow, Amt für Umwelt und Natur                                             |
| | Stephan Horota                                                                                                  | Junger Fuchs | 121     | Else Jahn Straße 41, Berlin-Weißensee, Kita | Plastik                                            | Bronze                                           | 1965                                                                                       | | Bezirksamt Pankow, Amt für Umwelt und Natur                                             |
| Bild gesucht BW                                                                                                   | Gerhard Rommel                                                                                                  | Fritz Große | 122     | Erich-Weinert-Straße 105, Berlin-Prenzlauer Berg, 16. GS (Lage)                                                                                                | Portrait-Relief                                    | Bronze auf gemauertem Stein                      | 1973                                                                                       | | Bezirksamt Pankow, Amt für Schule und Sport                                             |
| Bild gesucht BW                                                                                                   | Maja Spassova                                                                                                   | Garten der Sinne | 123     | Ernst-Busch-Straße 27–29, Berlin-Buch, Schule für Körperbehinderte (Lage)                                                                                      | Installation                                       | Metall, Edelsteine, Keramikplatten               | 2003                                                                                       | | Bezirksamt Pankow, Amt für Umwelt und Natur                                             |
| | Martin Wilke | Sich umarmendes Paar | 124     | Falkenberger Straße, Berlin-Weißensee | Skulptur                                           | Sandstein                                        |                                                                                            | | Dauerleihgabe an Bezirksamt Pankow, Amt für Umwelt und Natur                            |
| | Martin Wilke | Sich Sonnende | 125     | Falkenberger Straße, Berlin-Weißensee | Skulptur                                           | Sandstein                                        |                                                                                            | | Dauerleihgabe an Bezirksamt Pankow, Amt für Umwelt und Natur                            |
| Bild gesucht BW                                                                                                   | Christa Sammler, Karl-Günter Möpert                                                                             | Musik | 126     | Falkenberger Straße 183, Berlin-Weißensee, Musikschule Weißensee (Lage)                                                                                        | Stele                                              | Sandstein                                        | 1983                                                                                       | H 135 cm                                                                                             | Bezirksamt Pankow, Amt für Umwelt und Natur                                             |
| | Friedrich-Wilhelm Fretwurst                                                                                     | Natur- und Tierbilder | 127     | Falkenberger Straße 30, Berlin-Weißensee, Spielplatz hinter dem Haus (Lage)                                                                                    | 13 bildliche Darstellungen                         | Keramikintarsie in Beton                         | 1978                                                                                       | 62 × 76 bis 97 × 120 cm                                                                              | Bezirksamt Pankow, Amt für Umwelt und Natur                                             |
| | Stephan Horota                                                                                                  | Walrosse | 128     | Falkplatz, Berlin-Prenzlauer Berg | zwei Brunnenskulpturen                             | Bronze                                           | 1989 / 1991                                                                                | | Bezirksamt Pankow, Amt für Umwelt und Natur                                             |
| | Stephan Horota                                                                                                  | Schimpansenkinder | 129     | Falkplatz, Berlin-Prenzlauer Berg | Tierskulptur                                       | Bronze                                           | 1966 / 1967                                                                                | | Bezirksamt Pankow, Amt für Umwelt und Natur                                             |
| | Stephan Horota                                                                                                  | Eisbär | 130     | Falkplatz, Berlin-Prenzlauer Berg | Tierskulptur                                       | Marmor                                           |                                                                                            | | Bezirksamt Pankow, Amt für Umwelt und Natur                                             |
| | Sabine Teubner-Mbaye und Schüler des JUKS                                                                       | Bruch ist ganz | 131     | Florastraße, Berlin-Pankow, Ecke Görschstraße | Skulptur                                           | Sandstein, bemalt                                | 2002                                                                                       | | Jugendkunstschule Pankow                                                                |
| Bild gesucht BW                                                                                                   | Astrid Dannegger                                                                                                | Schweinegruppe | 132     | Franz-Schmidt-Straße, Berlin-Buch | Plastik                                            | Keramik                                          | 1984                                                                                       | L 110 cm                                                                                             | Bezirksamt Pankow, Amt für Umwelt und Natur                                             |
| | Nicolaus Bode                                                                                                   | Gänsegruppe | 133     | Franz-Schmidt-Straße Berlin-Buch | Plastik                                            | Bronze                                           | 1980                                                                                       | H 104,5 cm                                                                                           | Bezirksamt Pankow, Amt für Umwelt und Natur                                             |
| | Michael Klein                                                                                                   | Debütantin Mädchen mit Spielelementen / gewidmet Fröbel | 134     | Fröbelplatz, Berlin-Prenzlauer Berg | Plastik mit Würfel, Walze, Kugel                   | Bronze                                           | 1982                                                                                       | H 130 cm                                                                                             | Bezirksamt Pankow, Amt für Umwelt und Natur                                             |
| Bild gesucht BW                                                                                                   | Karla Sachse | fragen? Denkzeichen für die Opfer der ehemaligen Haftstätte Fröbelstraße | 135     | Fröbelstraße 17, Berlin-Prenzlauer Berg, Gelände des Bezirksamtes, vor Haus 3 (Lage)                                                                           | Schriftband/Infotafeln                             | Acrylglas                                        | 2005                                                                                       | L: 320 m                                                                                             | Bezirksamt Pankow, Amt für Umwelt und Natur                                             |
| | Carin Kreuzberg                                                                                                 | Stehender Junge | 136     | Fröbelstraße 17, Berlin-Prenzlauer Berg, Gelände des Bezirksamtes (Lage)                                                                                       | Plastik                                            | Bronze                                           | 1985 / 1996                                                                                | | Bezirksamt Pankow, Amt für Umwelt und Natur                                             |
| | Fritz Diederich nach Käthe Kollwitz                                                                             | Mutter mit zwei Kindern | 137     | Fröbelstraße 17, Berlin-Prenzlauer Berg, Gelände des Bezirksamtes (Lage)                                                                                       | Skulptur                                           | Muschelkalk                                      |                                                                                            | | Bezirksamt Pankow, Amt für Umwelt und Natur                                             |
| | Wieland Förster                                                                                                 | Große Badende | 138     | Fröbelstraße 17, Berlin-Prenzlauer Berg, Gelände des Bezirksamtes, vor Haus 2                                                                                  | Plastik                                            | Bronze                                           | 1971 / 1993                                                                                | | Dauerleihgabe des Landes Berlin                                                         |
| | Susanne Ahner                                                                                                   | Denkzeichen für Josef Garbáty | 139     | Garbatyplatz, Berlin-Pankow, gegenüber S- und U-Bahnhof Pankow (Lage)                                                                                          | Installation                                       | Stahl                                            | 2002                                                                                       | 12 × 5,50 m                                                                                          | Bezirksamt Pankow, Tiefbauamt                                                           |
| | Christoph Meyer                                                                                                 | Land-Raum-Fenster | 140     | Gartenstraße, Berlin-Weißensee, Ecke Wegenerstraße (Lage) | Plastik                                            | Eisen                                            | 1993                                                                                       | H 420 cm                                                                                             | Amt für Umwelt und Natur, Leihgabe Christoph Meyer                                      |
| | Christoph Meyer                                                                                                 | Blue & Black | 141     | Gartenstraße, Berlin-Weißensee, Ecke Wegenerstraße (Lage) | Plastik                                            | Stahl                                            |                                                                                            | H 240                                                                                                | Amt für Umwelt und Natur, Leihgabe Christoph Meyer                                      |
| | Stephan Horota                                                                                                  | Vater mit zwei Kindern | 142     | Gartenstraße, Berlin-Weißensee, Ecke Wegenerstraße | Gruppenplastik                                     | Bronze                                           | 1977                                                                                       | H 270 cm                                                                                             | Bezirksamt Pankow, Amt für Umwelt und Natur                                             |
| | Fritz Ritter | Polytechnischer Unterricht (Zwei Kinder) | 143     | Gounodstraße 71, Berlin-Weißensee, Grundschule (Lage) | Plastik                                            | Bronze / Klinker                                 | 1966                                                                                       | Bronze, H. 180 cm                                                                                    | Bezirksamt Pankow, Amt für Schule und Sport                                             |
| | Baldur Schönfelder                                                                                              | Drei Grazien | 144     | Greifswalder Straße, Berlin-Prenzlauer Berg, nahe Mühlenbergcenter                                                                                             | Gruppenplastik                                     | Bronze                                           | 1983                                                                                       | | Bezirksamt Pankow, Amt für Umwelt und Natur                                             |
| | Werner Stötzer                                                                                                  | Sitzender Junge Der ursprüngliche Standort lag gegenüber vor dem Zeilenwohnhaus. | 145     | Greifswalder Straße, Berlin-Prenzlauer Berg, Ecke Naugarder Straße                                                                                             | Plastik                                            | Bronze                                           | 1968                                                                                       | | Bezirksamt Pankow, Amt für Umwelt und Natur                                             |
| | Wieland Förster                                                                                                 | Heinrich Böll | 146     | Greifswalder Straße 87, Berlin-Prenzlauer Berg, vor der Bibliothek                                                                                             | Stele                                              | Bronze                                           | 1988 / 1996                                                                                | | Land Berlin                                                                             |
| | Johanna Jura | Mädchen mit Katzen | 147     | Greifswalder Straße, Berlin-Prenzlauer Berg, hinter Nr. 88 (Lage)                                                                                              | Plastik                                            | Bronze                                           | 1977                                                                                       | | Bezirksamt Pankow, Amt für Umwelt und Natur                                             |
| | Künstlergruppe KRA/NOL/DA (Kratochwil, Fritz Nolde, Erwin Damerow)                                              | Knabe mit Fisch | 148     | Greifswalder Straße, Berlin-Prenzlauer Berg, Ecke Anton-Saefkow-Straße                                                                                         | Brunnen                                            | Bronzefigur auf Steinbecken                      | 1958                                                                                       | | Bezirksamt Pankow, Amt für Umwelt und Natur                                             |
| | Susanne Bayer                                                                                                   | micro-macro | 149     | Grellstraße 18 / 24, Berlin-Prenzlauer Berg, Innenhof der Zolltechnischen Prüfungs- und Lehranstalt Berlin (Lage)                                              | Installation                                       | Linsen                                           | 2002                                                                                       | | Zolltechnische Prüfungs- und Lehranstalt                                                |
| | Yvonne Kohlert & Christine Gersch & Igor Jerschow                                                               | Drei Bänke | 150     | Grunowstraße 17, Berlin-Pankow, Elisabeth Shaw Schule (Lage)                                                                                                   | Mosaikarbeit                                       |                                                  | 2007                                                                                       | | Bezirksamt Pankow, Amt für Umwelt und Natur                                             |
| | Sabina Grzimek                                                                                                  | Stehendes Paar | 151     | Gubitzstraße, Berlin-Prenzlauer Berg, Ecke Ostseestraße | Gruppenplastik                                     | Bronze                                           | 1968                                                                                       | | Bezirksamt Pankow, Amt für Umwelt und Natur                                             |
| Bild gesucht BW                                                                                                   | Emilia Nikolova-Bayer                                                                                           | Kind mit Taube | 152     | Gürtelstraße 32, Berlin-Prenzlauer Berg, Seniorenheim (Lage)                                                                                                   | Plastik                                            | Terrakotta                                       | 1978                                                                                       | | Seniorenstiftung Prenzlauer Berg                                                        |
| | Otto Maercker                                                                                                   | Marabu | 153     | Gürtelstraße 32, Berlin-Prenzlauer Berg, Seniorenheim (Lage)                                                                                                   | Tierplastik                                        | Bronze                                           | 1958                                                                                       | | Seniorenstiftung Prenzlauer Berg                                                        |
| Bild gesucht BW                                                                                                   | Christiane Dellbrügge, Ralf de Moll                                                                             | Wer einen Stuhl bauen kann, kann auch eine Stadt bauen | 154     | Gustav-Adolf-Straße 66, Berlin-Weißensee, Marcel-Breuer-Schule, OSZ für Holztechnik, Glastechnik und Design und Martin-Wagner-Schule, OSZ Bautechnik II (Lage) | 5-Kanal-Videoinstallation                          |                                                  | 2008                                                                                       | | Bezirksamt Pankow Amt für Schule und Sport                                              |
| | Stephan Horota                                                                                                  | Rollerkinder | 155     | Hamburger Platz, Berlin-Weißensee | Gruppenplastik                                     | Bronze                                           | 1976                                                                                       | 132 × 135 cm                                                                                         | Bezirksamt Pankow, Amt für Umwelt und Natur                                             |
| | | Friedensfigur | 156     | Hauptstraße 13, Berlin-Französisch Buchholz | Plastik                                            | Bronze                                           | 1995                                                                                       | | Land Berlin                                                                             |
| | Gerhard Thieme                                                                                                  | Portrait Heinz Knobloch | 157     | Heinz-Knobloch-Platz, Berlin-Niederschönhausen | Relief                                             | Bronze                                           | 2004                                                                                       | | Land Berlin                                                                             |
| | Karin Gralki | Stehendes Mädchen | 158     | Helmholtzplatz, Berlin-Prenzlauer Berg | Plastik                                            | Bronze                                           | 2001                                                                                       | | Bezirksamt Pankow, Amt für Umwelt und Natur                                             |
| | Stephan Horota                                                                                                  | Spielende Bären | 159     | Helmholtzplatz, Berlin-Prenzlauer Berg | Tröpfelbrunnen                                     | Sandstein                                        | 1986 / 1987                                                                                | | Bezirksamt Pankow, Amt für Umwelt und Natur                                             |
| | Karsten E. W. Kunert                                                                                            | Windskulptur „Spurensuche“ | 160     | Helmholtzplatz, Berlin-Prenzlauer Berg | Kinematische Großplastik                           | Stahl, Plexiglas, Beton                          | 2002                                                                                       | Gesamthöhe 5,25 m, Breite 5 m                                                                        | Bezirksamt Pankow, Amt für Umwelt und Natur                                             |
| | Rolf Winkler | Kauernde | 161     | Hermann-Hesse-Straße, Berlin-Niederschönhausen, Ecke Güllweg (Lage)                                                                                            | Plastik                                            | Betonguss                                        | 1985                                                                                       | H 95 cm                                                                                              | Bezirksamt Pankow, Amt für Umwelt und Natur                                             |
| | | Giebelfigur | 162     | Hermann-Hesse-Straße 19, Berlin-Niederschönhausen (Lage) | Skulptur                                           |                                                  | 1905 (ca.)                                                                                 | | Bezirksamt Pankow, Amt für Umwelt und Natur                                             |
| Bild gesucht BW                                                                                                   | Kypros Perdios                                                                                                  | Ponyreiter | 163     | Hermann-Hesse-Straße 48–52, Berlin-Niederschönhausen, im Hof der HasenGrund-Schule (Lage)                                                                      | Figurengruppe                                      | Betonguss                                        | 1978 / 2025                                                                                | | Land Berlin                                                                             |
| | | Knabe mit Fisch | 164     | Heynstraße 21–24, Berlin-Niederschönhausen, Innenhöfe (Lage)                                                                                                   | Brunnenskulptur, zwei identische Brunnen / Nachbau | Oberfläche mit Zementschlämme überzogen          |                                                                                            | |                                                                                         |
| Bild gesucht BW                                                                                                   | Hermann Heyn | Figur mit Füllhorn | 165     | Heynstraße 8, Berlin-Pankow, Innenhof (Lage) | Brunnenskulptur                                    | Keramischer Kunststein                           | 1895–1898                                                                                  | | Land Berlin                                                                             |
| | Gerhard Mantz                                                                                                   | Drehende Kugeln | 166     | Hofzeichendamm, Berlin-Karow (Lage) | Objektgruppe                                       | Stahl                                            | 1996                                                                                       | | Bezirksamt Pankow, Amt für Umwelt und Natur                                             |
| | Jo Jastram | Arnold Zweig | 167     | Homeyerstraße 13, Berlin-Niederschönhausen (Lage) | Reliefbildnis                                      | Bronze                                           | 1982                                                                                       | | Hildegard Jahnke, Rembrandtstraße 1, 42579 Heiligenhaus                                 |
| | Karol Broniatowski                                                                                              | Brunnen | 168     | Hugenottenplatz, Berlin-Französisch Buchholz (Lage) | Plastik/Trinkbrunnen                               | Beton und Bronze                                 |                                                                                            | H: 1 m                                                                                               | Bezirksamt Pankow, Tiefbauamt                                                           |
| | Birgit Horota                                                                                                   | Bär | 169     | Humannplatz, Berlin-Prenzlauer Berg | Tierskulptur                                       | Bronze                                           | 1965 / 1966                                                                                | | Bezirksamt Pankow, Amt für Umwelt und Natur                                             |
| | Christine Dewerny                                                                                               | Spielstein | 170     | Humannplatz, Berlin-Prenzlauer Berg (Lage) | Skulptur                                           | Sandstein                                        | 1995                                                                                       | | Bezirksamt Pankow, Amt für Umwelt und Natur                                             |
| | Roland Luchmann und Matthias Körner                                                                             | Pyramide | 171     | Humannplatz, Berlin-Prenzlauer Berg (Lage) | Skulptur                                           | Stahlkonstruktion                                | 1996                                                                                       | | Bezirksamt Pankow, Amt für Umwelt und Natur                                             |
| | Ursula Schneider-Schulz                                                                                         | Ballspielendes Mädchen | 172     | Kanzowstraße, Berlin-Prenzlauer Berg, Spielplatz (Lage) | Einzelfigur                                        | Bronze                                           | 1956 / 1957                                                                                | | Bezirksamt Pankow, Amt für Umwelt und Natur                                             |
| Bild gesucht BW                                                                                                   | H. Schulz & W. Petrich                                                                                          | Lernen und Freizeit | 173     | Karower Chaussee 97, Berlin-Buch, Schule (Lage) | Wandgestaltung                                     | Keramik                                          |                                                                                            | 1,40 × 11 m                                                                                          | Bezirksamt Pankow, Amt für Schule und Sport                                             |
| | Stephan Horota                                                                                                  | Giraffengruppe | 174     | Karower Chaussee, Berlin-Buch (Lage) | Plastik                                            | Bronze                                           |                                                                                            | H 280 cm                                                                                             |                                                                                         |
| Bild gesucht BW                                                                                                   | | Sonnenuhr | 175     | Karower Straße, Berlin-Buch, ehemalige Hufeland-Klinik Buch (Lage)                                                                                             |                                                    | Sandstein / Metall                               | Anfang des 20. Jh., rekonstruiert 1985                                                     | H: 1 m                                                                                               | Liegenschaftsfonds Berlin                                                               |
| Bild gesucht BW                                                                                                   | Volker Henze | Bildquadrate Solo T (Feierraum) Solo R (Warteraum) | 176     | Kastanienallee 2, Berlin-Blankenburg, Trauerfeierhalle Blankenburg (Lage)                                                                                      | Gemälde                                            | Acryl                                            | 2004                                                                                       | | Land Berlin                                                                             |
| | Sabina Grzimek                                                                                                  | Liegendes Paar | 177     | Kastanienallee, Berlin-Prenzlauer Berg, Prater-Garten (Lage)                                                                                                   | Plastiken                                          | Bronze                                           | 1981                                                                                       | | Bezirksamt Pankow, Amt für Umwelt und Natur                                             |
| | Fritz Ritter | Sportler | 178     | Kissingenstraße, Berlin-Pankow, Ecke Karlstadter Straße Grünanlage (Lage)                                                                                      | Plastik                                            | Bronze                                           | 1974                                                                                       | H 205 cm                                                                                             | Bezirksamt Pankow, Amt für Umwelt und Natur                                             |
| | Lothar Rechtacek                                                                                                | Tiersäule | 179     | Klausthaler Platz, Berlin-Pankow (Lage) | Skulptur                                           | Stein                                            | 1977                                                                                       | | Bezirksamt Pankow, Amt für Umwelt und Natur                                             |
| Bild gesucht BW                                                                                                   | Roland Spörl | Mit den Augen des Kindes | 180     | Klothildestraße 21, Berlin-Niederschönhausen, Kita (Lage) | Giebelwand                                         | farbige Emailbleche auf Putzwand                 |                                                                                            | | Bezirksamt Pankow, Abt. Jugend und Immobilien                                           |
| | Heinz Worner | Zur Geschichte der deutschen Arbeiterbewegung / gewidmet Ernst Knaack und Sigismund Sredzki | 181     | Knaackstraße 53–67, 10435 Berlin-Prenzlauer Berg, 4. GS (Lage)                                                                                                 | Stele                                              | Sandstein                                        | 1980 / 1981                                                                                | | Bezirksamt Pankow, Amt für Schule und Sport                                             |
| | Rolf Biebl | Adam und Eva | 182     | Knaackstraße, 10435 Berlin-Prenzlauer Berg, Kulturbrauerei vor dem Kesselhaus                                                                                  | Plastik                                            | Bronze                                           | 1986–1988 / 1993                                                                           | | Dauerleihgabe des Künstlers                                                             |
| | Marguerite Blume-Cárdenas                                                                                       | Träumende | 183     | Kniprodestraße 62, 10407 Berlin-Prenzlauer Berg (Lage) | Skulptur                                           | Sandstein                                        | 1977                                                                                       | 93 cm                                                                                                | Bezirksamt Pankow, Amt für Umwelt und Natur                                             |
| | Gustav Seitz | Käthe Kollwitz | 184     | Kollwitzplatz, 10435 Berlin-Prenzlauer Berg (Lage) | Denkmal                                            | Bronze                                           | 1955 / 1958                                                                                | | Bezirksamt Pankow, Amt für Umwelt und Natur                                             |
| | Alexander Poetschke                                                                                             | Pankower Drillinge | 185     | Kreuzstraße, Berlin-Pankow, Ecke Schönholzer Straße / Bürgerpark (Lage)                                                                                        | Skulptur                                           | Sandstein                                        | 1925 (ca.)                                                                                 | Plastik: H 120 cm, Sockel: H 18 cm                                                                   | Bezirksamt Pankow, Amt für Umwelt und Natur                                             |
| | Sabine Teubner                                                                                                  | Mutter mit Kind | 186     | Leonhard-Frank-Straße, Berlin-Niederschönhausen, Bürgerpark (Lage)                                                                                             | Skulptur                                           | Sandstein                                        | 1984                                                                                       | | Bezirksamt Pankow, Amt für Umwelt und Natur                                             |
| | Evelyn Hartnick                                                                                                 | Otto-Nagel-Zyklus | 187     | Lessingstraße, Berlin-Wilhelmsruh, ABB-Gelände Wilhelmsruh (Lage)                                                                                              | Relief                                             | Bronze                                           | 1974                                                                                       | 3 m × 3 m                                                                                            | Bezirksamt Pankow, Amt für Umwelt und Natur                                             |
| | Stephan Horota                                                                                                  | Wolf und Storch | 188     | Lewaldstraße, Berlin-Prenzlauer Berg, Spielplatz (Lage) | Tierskulptur                                       | Bronze                                           | 1968                                                                                       | | Bezirksamt Pankow, Amt für Umwelt und Natur                                             |
| | Rüdiger Preisler                                                                                                | Paar | 189     | Lossebergplatz, Berlin-Karow (Lage) | Skulptur                                           | Stahl                                            | 1990                                                                                       | | Bezirksamt Pankow, Amt für Umwelt und Natur                                             |
| { | Anna Franziska Schwarzbach                                                                                      | Europa | 190     | Marienburger Straße 42–46, Berlin-Prenzlauer Berg (Lage) | Plastik                                            | Betonguss                                        | 1999                                                                                       | ca. 140 cm H                                                                                         | Bezirksamt Pankow, Amt für Umwelt und Natur                                             |
| | Helga Wagner gemeinsam mit Schülern                                                                             | Krokoschlange | 191     | Marienburger Straße 42–46, Berlin-Prenzlauer Berg (Lage) | Tierplastik                                        | Beton, Mosaiken                                  |                                                                                            | | Bezirksamt Pankow, Amt für Umwelt und Natur                                             |
| | Wolfgang Tappe                                                                                                  | Drei Stelen | 192     | Marienburger Straße 42–46, Berlin-Prenzlauer Berg (Lage) |                                                    | Granit                                           |                                                                                            | | Bezirksamt Pankow, Amt für Umwelt und Natur                                             |
| Bild gesucht BW                                                                                                   | Helga Franz | RUND-Ring und Kreis: Geometrie und freie Form des Kreises | 193     | Mendelsohnstr 10, Berlin-Prenzlauer Berg, Schule für Geistig- und Mehrfachbehinderte Helene Haeusler, Foyer (Lage)                                             | Installation mit beweglichen Elementen und Tischen | Holz / Glas                                      | 2000 / 2001                                                                                | | Bezirksamt Pankow, Amt für Schule und Sport                                             |
| | Evelyn Nietzsche-Hartnick                                                                                       | Bauarbeiter | 194     | Mendelstraße, Berlin-Pankow, Ecke Stiftsweg (Lage) | Plastik                                            | Bronze                                           | 1962 / 1965                                                                                | H 140 cm                                                                                             | Bezirksamt Pankow, Amt für Umwelt und Natur                                             |
| | Stephan Horota                                                                                                  | Paar in der Badewanne | 195     | Metzer Straße, Berlin-Prenzlauer Berg, Mittelpromenade (Lage)                                                                                                  | Plastik                                            | Bronze                                           | 1982                                                                                       | | Bezirksamt Pankow, Tiefbauamt                                                           |
| | Helge Warme | Max Skladanowsky | 196     | Mühlenstraße 12, Berlin-Pankow (Lage) | Wandbild                                           | Wandmalerei auf Putz                             | 1990                                                                                       | |                                                                                         |
| | Constantin Baraschi                                                                                             | Ion Luca Caragiale | 197     | Mühlenstraße 24, Berlin-Pankow (Lage) | Porträtbüste mit Stele                             | Marmor, Stele mit Namensinschrift                | 1955                                                                                       | | Bezirksamt Pankow, Abteilung Jugend und Immobilien (Geschenk der rumänischen Botschaft) |
| Bild gesucht BW                                                                                                   | Beate Rothensee                                                                                                 | Das Leben entwerfen | 198     | Mühlenstraße 24, Berlin-Pankow, Jugendfreizeiteinrichtung M 24 (Lage)                                                                                          | Installation 4-teilig                              | (Neonröhren); Le’chaim (Tafel aus echtem Silber) | 2007                                                                                       | | Bezirksamt Pankow, Abt. Jugend und Immobilien                                           |
| Bild gesucht BW                                                                                                   | Aram Böhm | Neue Wiesen | 199     | Neue Wiesen Weißensee, Berlin-Weißensee (Lage) | Skulptur                                           | frei formgeschmiedetes Eisen                     | 1998                                                                                       | H 300 × 50 × 50 cm                                                                                   | Bezirksamt Pankow, Amt für Umwelt und Natur                                             |
| | Ulrich Skoddow                                                                                                  | Kurt Tucholsky | 200     | Neumannstraße 11, Berlin-Pankow, Grünfläche vor der Schule (Lage)                                                                                              | Büste und Relief                                   | Bronze                                           |                                                                                            | | Bezirksamt Pankow, Amt für Schule und Sport                                             |
| Bild gesucht BW                                                                                                   | | Tierwelt | 201     | Neumannstraße 65, Berlin-Pankow, 16. Grundschule (Lage) | Mosaik                                             | Bild aus Mosaikteilchen                          |                                                                                            | L 1320 cm H 310 cm                                                                                   | Bezirksamt Pankow, Amt für Umwelt und Natur                                             |
| | Gerhard Rommel                                                                                                  | Mutter mit Kind | 202     | Wiltbergstraße, Berlin-Buch, ÖB I - Franz-Volhard-Klinikum, Nähe Hauptzufahrt (Lage)                                                                           | Plastik                                            | Bronze                                           | 1968 / 1984                                                                                | | Liegenschaftsfonds Berlin                                                               |
| | Ignatius Taschner                                                                                               | Junge mit Fischen | 203     | Wiltbergstraße, Berlin-Buch, ÖB I - Franz-Volhard-Klinikum, vor Haus 106 (Lage)                                                                                | Brunnen mit Skulpturengruppe                       | Kalkstein / Becken Terrazzo Muschelkalk          | 1910                                                                                       | | Liegenschaftsfonds Berlin                                                               |
| Bild gesucht BW                                                                                                   | Rolf Schade | Esel | 204     | Wiltbergstraße, Berlin-Buch, ÖB I - Franz-Volhard-Klinikum, zwischen Häusern 112 und 117 (Lage)                                                                |                                                    | Holz                                             |                                                                                            | | Liegenschaftsfonds Berlin                                                               |
| | Ignatius Taschner                                                                                               | zwei separiert stehende Knaben mit Füllhorn | 205     | Wiltbergstraße, Berlin-Buch, ÖB I - Franz-Volhard-Klinikum, vor Haus 107 (Lage)                                                                                | Skulptur / zwei Figuren auf Toreinfahrt            | Muschelkalk                                      | 1905–1909                                                                                  | ca. 50 cm                                                                                            | Liegenschaftsfonds Berlin                                                               |
| | Ignatius Taschner                                                                                               | zwei separiert stehende Knaben; Rechts: mit Vogel und Hund Links: mit Hund; Arm beschädigt | 206     | Wiltbergstraße, Berlin-Buch, ÖB I - Franz-Volhard-Klinikum, vor Haus 112 (Lage)                                                                                | Skulptur                                           | Muschelkalk                                      | 1905–1909                                                                                  | ca. 50 cm                                                                                            | Liegenschaftsfonds Berlin                                                               |
| | Ignatius Taschner                                                                                               | zwei Mädchen mit Hasen und Hund im Rücken | 207     | Wiltbergstraße, Berlin-Buch, ÖB I - Franz-Volhard-Klinikum, vor Haus 113 (Lage)                                                                                | Skulptur                                           | Muschelkalk                                      | 1905–1909                                                                                  | ca. 50 cm + Sockel                                                                                   | Liegenschaftsfonds Berlin                                                               |
| | Ignatius Taschner                                                                                               | Brunnen mit vier Schildkröten | 208     | Wiltbergstraße, Berlin-Buch, ÖB I - Franz-Volhard-Klinikum, zwischen Haus 114 und 115 (Lage)                                                                   | Brunnen                                            | Schildkröten aus Muschelkalk                     | 1905–1909                                                                                  | ca. 2 m Durchmesser                                                                                  | Liegenschaftsfonds Berlin                                                               |
| | Ignatius Taschner                                                                                               | Brunnen mit Skulptur; Mädchen mit Taube, Buch und Hund im Rücken; Brunnenbecken mit Schmuckreliefs (Meeresungeheuer, Krabben, Krake) | 209     | Wiltbergstraße, Berlin-Buch, ÖB I - Franz-Volhard-Klinikum, geschlossener Gartenhof zwischen Haus 118 und 119 (Lage)                                           | Brunnen / Skulpturengruppe                         | Muschelkalk                                      | 1905–1909                                                                                  | ca. 50 cm, ca. 2 m Durchmesser                                                                       | Liegenschaftsfonds Berlin                                                               |
| | Ignatius Taschner                                                                                               | Zwei Mädchen mit Buch und Katze im Rücken | 210     | Wiltbergstraße, Berlin-Buch, ÖB I - Franz-Volhard-Klinikum, vor Haus 120 (Lage)                                                                                | Skulptur                                           | Muschelkalk                                      | 1905–1909                                                                                  | | Liegenschaftsfonds Berlin                                                               |
| Bild gesucht BW                                                                                                   | Josef Rauch | Zwei Brunnen (Brunnen mit Reliefs seitlich: Schildkröte, Seepferdchen, Meerjungfrauen, Junge auf Fabelwesen reitend Ursprünglich mit je einer Skulptur auf Springpfeiler; Skulpturen verschollen; auf älterenFotos ist ein Junge mit Füllhorn auf einem der Brunnen erkennen) | 211     | Wiltbergstraße, Berlin-Buch, ÖB I - Franz-Volhard-Klinikum, zwischen Haus 114 und 115 (Lage)                                                                   | Brunnen                                            |                                                  | 1905–1910                                                                                  | | Liegenschaftsfonds Berlin                                                               |
| Bild gesucht BW                                                                                                   | | Junge auf Bären reitend | 212     | Wiltbergstraße, Berlin-Buch, ÖB I - Franz-Volhard-Klinikum, Innenhof Haus 118 / 119 (Lage)                                                                     | Relief Supraporte                                  |                                                  |                                                                                            | | Liegenschaftsfonds Berlin                                                               |
| | Achim Kühn | Elektronenmodell | 213     | Karower Straße 11, Berlin-Buch, ÖB II - Klinikgelände, Hufeland-Klinik Buch Vor Haus 209 (Lage)                                                                | Plastik                                            | Stahl                                            | 1984                                                                                       | | A. Kühn COMBAG Baugesellschaft mbH Berlin                                               |
| Bild gesucht BW                                                                                                   | August Vogel | Schmuckreliefs Ostseite: zwei Jungen aus Brunnen trinkend; Westseite: badender Junge mit zwei Jungen, Bad mit Wasser füllend | 214     | Karower Straße 11, Berlin-Buch, ÖB II - Klinikgelände Haus 224 ehem. Badehaus der III. Städtischen Irrenanstalt (Lage)                                         | Relief Supraporte                                  |                                                  | 1907                                                                                       | | Liegenschaftsfonds Berlin                                                               |
| Bild gesucht BW                                                                                                   | Ignatius Taschner                                                                                               | Zwei Jungen, eine Girlande tragend (jeweils an Nord und Südseite des Torhauses befinden sich zwei identische Ausfertigungen) | 215     | Karower Straße 11, Berlin-Buch, ÖB II - Klinikgelände; Torhaus (Lage)                                                                                          | Relief                                             |                                                  | 1905–1909                                                                                  | | Liegenschaftsfonds Berlin                                                               |
| | Ignatius Taschner                                                                                               | Zwei Figuren; älterer Mann, Pfeife rauchend; ältere Frau mit Kaffeetasse; dazwischen Kartuschenschmuck | 216     | Zepernicker Straße 1, Berlin-Buch, ÖB III - Ludwig-Hoffmann-Hospital Rückseite Eingangsbereich (Hs.321) Dach (Lage)                                            | Skulptur / zwei Figuren                            | Muschelkalk                                      | 1905–1909                                                                                  | | Liegenschaftsfonds Berlin                                                               |
| | Ignatius Taschner                                                                                               | Lieder aus rosiger Kinderzeit (Singender alter Mann umringt von tanzenden Kindern mit Rosenzweigen) | 217     | Zepernicker Straße 1, Berlin-Buch, ÖB III - Ludwig-Hoffmann-Hospital, Verwaltungsgebäude (Hs. 313) (Lage)                                                      | Relief Supraporte                                  |                                                  | 1905–1909                                                                                  | | Liegenschaftsfonds Berlin                                                               |
| Bild gesucht BW                                                                                                   | Ignatius Taschner                                                                                               | Sprudelpfeiler mit 4 Gesichtern; Sockel mit Schildkröten verziert;Stark beschädigt; Pfeiler gut erhalten | 218     | Alt-Buch 74, Berlin-Buch, ÖB VI - Waldhaus Buch, Innenhof (Lage)                                                                                               | Brunnen                                            | Muschelkalk                                      | 1905–1909                                                                                  | | Liegenschaftsfonds Berlin                                                               |
| Bild gesucht BW                                                                                                   | Künstlergruppe Seidewinkel                                                                                      | Torgestaltung | 219     | Hobrechtsfelder Chaussee 96, Berlin-Buch, ÖB VI (Lage) |                                                    | Metall                                           | 1980                                                                                       | | Liegenschaftsfonds Berlin                                                               |
| Bild gesucht BW                                                                                                   | Künstlergruppe Seidewinkel                                                                                      | Raumgestaltung | 220     | Hobrechtsfelder Chaussee 96, Berlin-Buch, ÖB VI (Lage) | Plastik                                            | Metall                                           | 1980                                                                                       | | Liegenschaftsfonds Berlin                                                               |
| Bild gesucht BW                                                                                                   | Achim Kühn | Torgestaltung | 221     | Hobrechtsfelder Chaussee 100, Berlin-Buch, ÖB VII (Lage) | Plastik                                            | Stahl                                            | 1976                                                                                       | | Liegenschaftsfonds Berlin                                                               |
| Bild gesucht BW                                                                                                   | | Welt des Wassers | 222     | Hobrechtsfelder Chaussee 100, Berlin-Buch, ÖB VII (Lage) | Relief                                             | Keramik                                          | 1976                                                                                       | | Liegenschaftsfonds Berlin                                                               |
| Bild gesucht BW                                                                                                   | Anatol Erdmann                                                                                                  | Tisch mit Gemüse, Obst und drei Kürbissen | 223     | Oderberger Straße 15, Berlin-Prenzlauer Berg, Hirschhof (Lage)                                                                                                 | Plastik                                            | Betonguss                                        | 1984                                                                                       | | Bezirksamt Pankow, Amt für Umwelt und Natur                                             |
| Bild gesucht BW                                                                                                   | Cornelia Schleime                                                                                               | | 224     | Oderberger Straße 15, Berlin-Prenzlauer Berg, Hirschhof (Lage)                                                                                                 | Wandgestaltung                                     | Fliesen, Kannendeckel, Teller, Scherben          | 1984                                                                                       | |                                                                                         |
| Bild gesucht BW                                                                                                   | Anna Franziska Schwarzbach                                                                                      | Tote Katze | 225     | Oderberger Straße 15, Berlin-Prenzlauer Berg, Hirschhof (Lage)                                                                                                 | Relief                                             | Kunststein                                       | 1984                                                                                       | |                                                                                         |
| Bild gesucht BW                                                                                                   | Cornelia Schleime                                                                                               | Fisch | 226     | Oderberger Straße 15, Berlin-Prenzlauer Berg, Hirschhof (Lage)                                                                                                 | Relief                                             | Kunststein                                       | 1984                                                                                       | |                                                                                         |
| | Hans Scheib | Hirsch | 227     | Oderberger Straße 15, Berlin-Prenzlauer Berg, Hirschhof (Lage)                                                                                                 | Tierskulptur                                       | Metall                                           | 1984                                                                                       | | Bezirksamt Pankow, Amt für Umwelt und Natur                                             |
| | Gertrud Classen                                                                                                 | Aufbauhelferin | 228     | Ossietzkystraße, Berlin-Pankow, Ecke Am Schloßpark (Lage) | Plastik                                            | Bronze                                           | 1952                                                                                       | H 112 cm                                                                                             | Bezirksamt Pankow, Amt für Umwelt und Natur                                             |
| | Theo Balden | Mutter und Kind | 229     | Ossietzkystraße 12, Berlin-Pankow (Lage) | Plastik                                            | Bronze, Klinkersockel                            | 1974 / 1988                                                                                | H 88 cm                                                                                              | Bezirksamt Pankow, Amt für Umwelt und Natur                                             |
| | Klaus Simon | Carl v. Ossietzky | 230     | Ossietzkystraße 24, Berlin-Pankow (Lage) | Plastik                                            | Bronze                                           | 1989                                                                                       | H 200 cm                                                                                             | Bezirksamt Pankow, Amt für Umwelt und Natur                                             |
| | Manfred Salow                                                                                                   | Sitzender | 231     | Ossietzkystraße 26, Berlin-Pankow | Plastik                                            | Betonguss                                        | 1978 / 1998 Umsetzung (vorher vor Kaufhalle Breite Straße)                                 | Plastik: H 103 cm Basis: H 6 cm                                                                      | Bezirksamt Pankow, Amt für Umwelt und Natur                                             |
| Kniende Dame auf dem Ostseeplatz Berlin                                                                           | Anna Franziska Schwarzbach                                                                                      | Knieende Dame mit Schale (Nackte vom Ostseeplatz) | 232     | Ostseeplatz, Berlin-Prenzlauer Berg (Lage) | Plastik                                            | Bronze                                           | 1987 / 1990                                                                                | | Bezirksamt Pankow, Amt für Umwelt und Natur                                             |
| Gedenkstein 1941–1945 Ostseeplatz Berlin                                                                          | Günter Schütz                                                                                                   | 1941–1945 | 233     | Ostseestraße, Berlin-Prenzlauer Berg, gegenüber Ostseeplatz (Lage)                                                                                             | Relief                                             | Bronze                                           | 1985                                                                                       | | Land Berlin                                                                             |
| | | Schildkröte | 234     | Otto-Brahm-Straße 17–22, Berlin-Weißensee, Spielplatz (Lage)                                                                                                   | Tierplastik                                        | Sandstein                                        | 1950 Jahre (Ende der)                                                                      | 83 × 115 cm                                                                                          | Bezirksamt Pankow, Amt für Umwelt und Natur                                             |
| Bild gesucht BW                                                                                                   | Olf Kreisel | Wo der Chef persönlich knetet | 235     | Pappelallee 41a, Berlin-Prenzlauer Berg, im Innenraum der Kita Prenz'lberger Spielmäuse (Lage)                                                                 | Installation                                       | Gips                                             | 2006                                                                                       | | Kita-Eigenbetrieb Nord                                                                  |
| Bild gesucht BW                                                                                                   | Stephan Horota                                                                                                  | Shetlandpony mit Fohlen | 236     | Park am Weißen See, Berlin-Weißensee, Ecke Berliner Allee / Spielplatz (Lage)                                                                                  | Tierskulptur                                       | Sandstein                                        | 1983                                                                                       | H 110 cm                                                                                             | Bezirksamt Pankow, Amt für Umwelt und Natur                                             |
| | Steisinger, Kathrin & Hilpert, Walter (Studentenarbeit der KHB-Weißensee)                                       | Denkmal der antifaschistischen Widerstandskämpfer | 237     | Park am Weißen See, Berlin-Weißensee, Ecke Berliner Allee (Lage)                                                                                               | Figurengruppe und Relief                           | Kunst- und Naturstein                            | 1970                                                                                       | Figuren mit Plinthe H 210 cm, Relief 194 × 366 × 31 cm                                               | Bezirksamt Pankow, Amt für Umwelt und Natur                                             |
| | Anna Franziska Schwarzbach                                                                                      | Liegender | 238     | Park am Weißen See, Berlin-Weißensee, Grünfläche neben der Freilichtbühne (Lage)                                                                               | Skulptur                                           | Sandstein                                        | 1986 / 1992                                                                                | 57 × 175 × 70 cm                                                                                     | Bezirksamt Pankow, Amt für Umwelt und Natur                                             |
| | Christa Sammler                                                                                                 | Junger Arbeiter | 239     | Park am Weißen See, Berlin-Weißensee, Freilichtbühne (Lage) | Plastik                                            | Bronze                                           | 1963 / 1968                                                                                | H 192 cm                                                                                             | Bezirksamt Pankow, Amt für Umwelt und Natur                                             |
| | Hans Schellhorn                                                                                                 | Zwei Tritonen | 240     | Park am Weißen See, Berlin-Weißensee, Steinbrücke (Lage) | Skulpturen                                         | Kunststein mit Muschelschalenzusatz              | 1912                                                                                       | ca. 200 × 195 cm mit Plinthe                                                                         | Bezirksamt Pankow, Amt für Umwelt und Natur                                             |
| Bild gesucht BW                                                                                                   | Hans Schellhorn                                                                                                 | Lesende Mädchen | 241     | Amalienstraße, Berlin-Weißensee, Ecke Parkstr / Grünanlage (Lage)                                                                                              | Skulptur                                           | Sandstein                                        | 1926                                                                                       | H 85 cm                                                                                              | Bezirksamt Pankow, Amt für Umwelt und Natur                                             |
| Bild gesucht BW                                                                                                   | Hans Schellhorn                                                                                                 | Raufende Knaben | 242     | Amalienstraße, Berlin-Weißensee, Ecke Parkstr / Grünanlage (Lage)                                                                                              | Skulptur                                           | Sandstein                                        | 1926                                                                                       | H 82 cm                                                                                              | Bezirksamt Pankow, Amt für Umwelt und Natur                                             |
| | Walter Schmarje                                                                                                 | Caritas | 243     | Paul-Francke-Straße 1, Berlin-Niederschönhausen (Lage) | Relief                                             | Terrakotta                                       | 1909                                                                                       | | Beamten-Wohnungsbauverein                                                               |
| | Erika Stürmer-Alex                                                                                              | Fabelwelt | 244     | Pestalozzistraße 9, Berlin-Pankow, vor Eingängen der Kita (Lage)                                                                                               | Wandbild                                           | zwei PVC-Reliefs, bemalt                         | 1986 / 1987                                                                                | 165 × 300 cm                                                                                         | Bezirksamt Pankow, Abt. Jugend und Immobilien                                           |
| | Ulrich Jörke | Hugenotten in Buchholz | 245     | Pfarrer Hurtienne Platz, Berlin-Französisch Buchholz, Kirchenvorplatz (Lage)                                                                                   | Skulptur                                           | Sandstein                                        | 1990                                                                                       | Stele: H 200 cm Fundament: 13 cm                                                                     | Bezirksamt Pankow                                                                       |
| | Lore Plietzsch                                                                                                  | Mutter mit Kind | 246     | Pieskower Weg 41, Berlin-Prenzlauer Berg, Kita (Lage) | Gruppenplastik                                     | Bronze                                           | 1971                                                                                       | | Bezirksamt Pankow, Amt für Umwelt und Natur                                             |
| | Astrid Mosch | Königin | 247     | Piesporter Straße, Berlin-Weißensee, hinter Nr. 80 (Lage) | Skulptur                                           | Sandstein                                        | 1998                                                                                       | 200 × 35 × 70 cm                                                                                     | Land Berlin                                                                             |
| | Siegfried Krepp und Gertrud Classen                                                                             | Lesender Knabe | 248     | Pistoriusstraße, Berlin-Weißensee, Woelckpromenade (Lage) | Einzelfigur                                        | Bronze                                           | 1974 / 1983                                                                                | H 162 cm                                                                                             | Bezirksamt Pankow, Amt für Umwelt und Natur                                             |
| | Hubertus von der Goltz                                                                                          | Tor zum Prenzlauer Berg | 249     | Prenzlauer Allee, Berlin-Prenzlauer Berg, Prenzlauer Berg 1 (Lage)                                                                                             | Einzelfigur auf Skulptur                           | Stahl                                            | 2002                                                                                       | H 13 m Figur H 240 cm                                                                                | Bezirksamt Pankow, Amt für Umwelt und Natur                                             |
| Eisbärenmutter von Stephan Horota, Berlin                                                                         | Stephan Horota                                                                                                  | Eisbärenmutter | 250     | Prenzlauer Allee, Berlin-Prenzlauer Berg, Grellstraße, Eingang Ärztehaus (Lage)                                                                                | Tierskulptur                                       | weißer Marmor                                    | 1988/90                                                                                    | | Bezirksamt Pankow, Amt für Umwelt und Natur                                             |
| Erich Weinert Büste im Weinertpark, Berlin                                                                        | Anna Franziska Schwarzbach                                                                                      | Erich Weinert | 251     | Prenzlauer Allee, Berlin-Prenzlauer Berg, Ecke Ostseestraße / Weinertpark (Lage)                                                                               | Büste                                              | Bronze                                           | 1980, 1995 neue Sockelgestaltung                                                           | | Bezirksamt Pankow, Amt für Umwelt und Natur                                             |
| Lesender Knabe im Erich-Weinert-Park, Berlin                                                                      | Hans-Peter Goettsche                                                                                            | Lesender Knabe | 252     | Prenzlauer Allee, Berlin-Prenzlauer Berg, Ecke Ostseestraße / Weinertpark (Lage)                                                                               | Plastik                                            | Bronze                                           | 1968 / 1969                                                                                | | Bezirksamt Pankow, Amt für Umwelt und Natur                                             |
| Gedenkstein für Karl Liebknecht an der Ecke Prenzlauer Allee/Saarbrücker Straße                                   | Otto Maercker                                                                                                   | Karl Liebknecht | 253     | Prenzlauer Allee, Berlin-Prenzlauer Berg, Ecke Saarbrücker Straße (Lage)                                                                                       | Gedenkstein mit Portraitmedaillon                  | Granitfeldstein mit Bronzemedaille               | 1958 / 1959                                                                                | | Bezirksamt Pankow, Amt für Umwelt und Natur                                             |
| | Ewald Anders | Hermann Blankenstein | 254     | Prenzlauer Allee 75, Berlin-Prenzlauer Berg (Lage) | Stele mit Portraitmedaillon                        | Klinker mit eingesetzten Sandsteinplatten        | 1989                                                                                       | | Bezirksamt Pankow, Amt für Umwelt und Natur                                             |
| | Joachim Liebscher                                                                                               | Sonnenuhr | 255     | Prenzlauer Allee, Berlin-Prenzlauer Berg, Planetarium (Lage)                                                                                                   | Skulptur mit Platzgestaltung                       | Lausitzer Granit                                 | 1986                                                                                       | | Bezirksamt Pankow, Amt für Umwelt und Natur                                             |
| | Margret Middell                                                                                                 | Sportler | 256     | Prenzlauer Allee, Berlin-Prenzlauer Berg, Planetarium (Lage)                                                                                                   | Plastik                                            | Bronze                                           | 1965 / ehem. Standort Storkower Straße                                                     | | Bezirksamt Pankow, Amt für Umwelt und Natur                                             |
| | Florian Flierl                                                                                                  | Frau | 257     | Prenzlauer Promenade 3, Berlin-Weißensee, Brotfabrik (Lage) | Skulptur                                           | Sandstein                                        |                                                                                            | | Brotfabrik                                                                              |
| | Frank Seidel | o. T. | 258     | Prenzlauer Promenade 3, Berlin-Weißensee, Brotfabrik (Lage) | Skulptur                                           | Sandstein                                        | 1986                                                                                       | | Brotfabrik                                                                              |
| | Anna Franziska Schwarzbach                                                                                      | Großer Knabe | 259     | Prenzlauer Promenade 3, Berlin-Weißensee, Brotfabrik (Lage) | Plastik                                            | Bronze                                           | 1985                                                                                       | | Bezirksamt Pankow, Amt für Kultur und Bildung                                           |
| | Reinhard Jacob                                                                                                  | Uhu | 260     | Prenzlauer Promenade 3, Berlin-Weißensee, Brotfabrik (Lage) | Tierplastik                                        | Bronze                                           | 1987                                                                                       | | Bezirksamt Pankow, Amt für Kultur und Bildung                                           |
| Spielende Bären                                                                                                   | Künstlergruppe KRA/NOL/DA (Kratochwil, Fritz Nolde, Erwin Damerow)                                              | Spielende Bären | 261     | Preußstraße, Berlin-Prenzlauer Berg, Kita (Lage) | Tierplastik                                        | Kunststein                                       | 1960                                                                                       | | Bezirksamt Pankow, Amt für Umwelt und Natur                                             |
| | Baldur Schönfelder                                                                                              | Der Mensch fliegt | 262     | Rolandstraße 35, Berlin-Niederschönhausen, vor Grundschule (Lage)                                                                                              | Relief                                             | Bronze auf Betonträger                           | 1969                                                                                       | | Bezirksamt Pankow, Amt für Schule und Sport                                             |
| Drei sitzende Kinder im Schlosspark Schönhausen Berlin                                                            | Hans Kies | Drei sitzende Kinder | 263     | Schloßpark Schönhausen, Berlin-Niederschönhausen (Lage) | Plastik                                            | Bronze, Betonsockel                              | 1967                                                                                       | H 90 cm, Sockel 46×91×101                                                                            | Bezirksamt Pankow, Amt für Umwelt und Natur                                             |
| Mädchen Schlosspark Schönhausen Berlin                                                                            | Walter Arnold                                                                                                   | Mädchen | 264     | Schloßpark Schönhausen, Berlin-Niederschönhausen (Lage) | Plastik                                            | Bronze, Sockel Steinguss                         | 1950                                                                                       | H 160 cm, Sockel 60×60×60                                                                            |                                                                                         |
| Bild gesucht BW                                                                                                   | Günter Schütz                                                                                                   | Antifaschistischer Widerstand und Befreiung vom Faschismus | 265     | Schönhauser Allee, Berlin-Prenzlauer Berg, S-Bahn-Brücke (Lage)                                                                                                | fünf Reliefplatten                                 | Bronze                                           | 1985 / 1986                                                                                | |                                                                                         |
| | Manfred Butzmann                                                                                                | Gedenkinschrift auf dem Fußweg - Skladanowsky, bezieht sich auf Schwestermosaik in der Berlin Straße 27 vor dem ehemaligen Kino Tivoli, wo die Gebrüder Skladanowsky ihre Filme aufführten                                                                                    | 266     | Schönhauser Allee, Berlin-Prenzlauer Berg, Kastanienallee (Lage)                                                                                               | Mosaik / Schriftzug                                | Marmor (schwarz und weiß)                        | 1995                                                                                       | L 1200 cm B 57 cm                                                                                    | Bezirksamt Pankow, Tiefbauamt                                                           |
| Windspiel | Rüdiger Roehl                                                                                                   | Windspiel | 267     | Schönstraße 80, Berlin-Weißensee, Park-Klinik Weißensee, Park der Sinne (Lage)                                                                                 | Mobile                                             | Stahl                                            | 1987                                                                                       | | Land Berlin                                                                             |
| Dreiklang | Wolfgang Walk                                                                                                   | Dreiklang | 268     | Schönstraße 80, Berlin-Weißensee, Park-Klinik Weißensee, Park der Sinne (Lage)                                                                                 | Plastik                                            | lackierter Stahl                                 | 1989                                                                                       | 102, 325, H 102 cm                                                                                   | Park-Klinik Weißensee GmbH & Co. Betriebs KG                                            |
| Bild gesucht BW                                                                                                   | Renate Wiedemann                                                                                                | Düfte | 269     | Schönstraße 80, Berlin-Weißensee, Park-Klinik Weißensee, Park der Sinne (Lage)                                                                                 | Olfaktorische Installation                         | Glas / Flüssigkeiten                             | 1997                                                                                       | | Park-Klinik Weißensee GmbH & Co. Betriebs KG                                            |
| Bild gesucht BW                                                                                                   | Valentin Hertweck                                                                                               | Kubus | 270     | Schönstraße 80, Berlin-Weißensee, Park-Klinik Weißensee, Park der Sinne (Lage)                                                                                 | Installation                                       |                                                  | 2009                                                                                       | | Park-Klinik Weißensee GmbH & Co. Betriebs KG                                            |
| Bild gesucht BW                                                                                                   | Harms Wulf | Heckentheater | 271     | Schönstraße 80, Berlin-Weißensee, Park-Klinik Weißensee, Park der Sinne (Lage)                                                                                 |                                                    |                                                  | 1997                                                                                       | | Park-Klinik Weißensee GmbH & Co. Betriebs KG                                            |
| Pavillon | Hasso Jahns & Renate Wiedemann                                                                                  | Pavillon | 272     | Schönstraße 80, Berlin-Weißensee, Park-Klinik Weißensee, Park der Sinne (Lage)                                                                                 |                                                    |                                                  | 1997                                                                                       | | Park-Klinik Weißensee GmbH & Co. Betriebs KG                                            |
| Bild gesucht BW                                                                                                   | Nicola Falley                                                                                                   | Räume im Raum | 273     | Schönstraße 80, Berlin-Weißensee, Park-Klinik Weißensee, Park der Sinne (Lage)                                                                                 | Plastik                                            | Stahl                                            | 1997                                                                                       | | Park-Klinik Weißensee GmbH & Co. Betriebs KG                                            |
| Taststein | Cornelia von Impel                                                                                              | Taststein | 274     | Schönstraße 80, Berlin-Weißensee, Park-Klinik Weißensee, Park der Sinne (Lage)                                                                                 | Skulptur                                           | Granit                                           | 1997                                                                                       | | Park-Klinik Weißensee GmbH & Co. Betriebs KG                                            |
| | Christine Dewerny                                                                                               | Murmelstein | 275     | Schweizer Tal 18, Berlin-Französisch Buchholz, Kita (Lage) | Spielskulptur                                      | Sandstein                                        | 1997                                                                                       | | Bezirksamt Pankow, Amt für Umwelt und Natur                                             |
| Bild gesucht BW                                                                                                   | Peter Metzler                                                                                                   | Kletterpyramide | 276     | Seelower Straße 19, Berlin-Prenzlauer Berg (Lage) | Spielplastik                                       | Stahl                                            |                                                                                            | | Bezirksamt Pankow, Amt für Umwelt und Natur                                             |
| Bild gesucht BW                                                                                                   | Hermann Hidding                                                                                                 | Spinnerin | 277     | Seelower Straße 7, Berlin-Prenzlauer Berg, Hof (Lage) | Wandbrunnen mit Relief                             | Kunststein                                       | 1897                                                                                       | |                                                                                         |
| | Rudolf Pohle | Alois Senefelder | 278     | Senefelder Platz, Berlin-Prenzlauer Berg (Lage) | Skulptur                                           | Carrara-Marmor                                   | 1892                                                                                       | | Bezirksamt Pankow, Amt für Umwelt und Natur                                             |
| | Stephan Horota                                                                                                  | Orang-Utan-Kinder | 279     | Solonplatz, Berlin-Weißensee, Ecke Lindenallee (Lage) | Tierplastik                                        | Bronze                                           | 1977 / 1980                                                                                | H 63 cm                                                                                              | Bezirksamt Pankow, Amt für Umwelt und Natur                                             |
| | Abele | Segnender Christus | 280     | Stargarder Straße 77, Berlin-Prenzlauer Berg, Gethsemanekirche (Lage)                                                                                          | Einzelfigur                                        | Marmor                                           | vor 1894 / 1993 (ehem. Standort Versöhnungskirche evangelische Kirchengemeinde Gethsemane) | |                                                                                         |
| | Karl Biedermann                                                                                                 | Widerstand (Stürzender) | 281     | Stargarder Straße 77, Berlin-Prenzlauer Berg, Gethsemanekirche (Lage)                                                                                          | Flachrelief                                        | Steinguss                                        | 1984 / 1990                                                                                | | evangelische Kirchengemeinde Gethsemane                                                 |
| | Ernst Barlach                                                                                                   | Geistkämpfer | 282     | Stargarder Straße 77, Berlin-Prenzlauer Berg, Gethsemanekirche, Garten (Lage)                                                                                  | Plastik                                            | Bronze                                           | 1928 (als Denkmal in Kiel) / 1994                                                          | | Dauerleihgabe des Landes Berlin                                                         |
| | Peter Westphal                                                                                                  | Vogeltränke | 283     | Stavanger Straße 26, Berlin-Prenzlauer Berg, Seniorenheim (Lage)                                                                                               | Brunnen                                            | Keramik                                          | 1989                                                                                       | | Seniorenstiftung Prenzlauer Berg                                                        |
| Bild gesucht BW                                                                                                   | Rudolf J. Kaltenbach                                                                                            | Bewegung im Raum | 284     | Stiftsweg 1, Berlin-Pankow (Lage) | dreiteilige Skulpturengruppe                       | Granite geflammt                                 | 2003                                                                                       | | GESOBAU                                                                                 |
| Bild gesucht BW                                                                                                   | Akim Nguyen u. a.                                                                                               | Jazzstylecorner 2003 | 285     | Stiftsweg 1, Berlin-Pankow (Lage) | Wandbild                                           | Graffiti                                         | 2003                                                                                       | 40 × 2,10 m                                                                                          | GESOBAU                                                                                 |
| | Astrid Mosch | Paar | 286     | Storkower Straße 160/162, Berlin-Prenzlauer Berg (Lage) | Wasserskulptur                                     | Granit                                           | 1989/1999                                                                                  | 200 × 60 × 60 cm                                                                                     | Liegenschaften Gesellschaft mbH                                                         |
| Bild gesucht BW                                                                                                   | Werner Richter                                                                                                  | Daidalos und Ikaros | 287     | Sulzfelder Straße, Berlin-Weißensee, Ecke Else-Jahn-Straße / 4. Grundschule (Lage)                                                                             | Stele mit Durchbruchreliefs                        | Kupfer                                           | 1969                                                                                       | H 8 m, Reliefs Ø 150 cm                                                                              | Bezirksamt Pankow, Amt für Schule und Sport                                             |
| Skulptur auf dem Plateau des Paks am Syringenplatz                                                                | Fritz Ritter | Segelflieger | 288     | Syringenplatz, Berlin-Prenzlauer Berg (Lage) | Plastik                                            | Bronze                                           | 1950er Jahre                                                                               | | Bezirksamt Pankow, Amt für Umwelt und Natur                                             |
| Skulptur vor der Kita                                                                                             | Hans-Albert Schlegel                                                                                            | Mann und Kind | 289     | Syringenweg, Berlin-Prenzlauer Berg, Kita (Lage) | Skulpturengruppe                                   | Reinhardtsdorfer Sandstein                       | 1989                                                                                       | | Bezirksamt Pankow, Amt für Umwelt und Natur                                             |
| Froschkönig | Stephan Horota                                                                                                  | Froschkönig | 290     | Teutoburger Platz, Berlin-Prenzlauer Berg (Lage) | Brunnenanlage                                      | Sandstein                                        | 1987 / 1988                                                                                | | Bezirksamt Pankow, Amt für Umwelt und Natur                                             |
| Ernst Thaelmann Berlin                                                                                            | Johannes Habort                                                                                                 | Bierfahrer | 291     | Ernst-Thälmann-Park, Berlin-Prenzlauer Berg (Lage) | Skulptur                                           | Bronze                                           | 1986                                                                                       | | Bezirksamt Pankow, Amt für Umwelt und Natur                                             |
| Ernst Thaelmann Berlin                                                                                            | Lew Jefimowitsch Kerbel                                                                                         | Ernst Thälmann | 292     | Ernst-Thälmann-Park, Berlin-Prenzlauer Berg, Ecke Greifswalder Straße (Lage)                                                                                   | Monumentalplastik                                  | Bronze auf ukrainischem Marmor                   | 1981/86                                                                                    | | Bezirksamt Pankow, Amt für Umwelt und Natur                                             |
| Sternenspielplatz                                                                                                 | Stephanie Bluhm                                                                                                 | Astronautenspielplatz | 293     | Ernst-Thälmann-Park, Berlin-Prenzlauer Berg, hinter dem Planetarium (Lage)                                                                                     |                                                    | Glas- und Keramikmosaik                          | 1986                                                                                       | | Bezirksamt Pankow, Amt für Umwelt und Natur                                             |
| Ernst Thaelmann Berlin                                                                                            | Sabina Grzimek                                                                                                  | Stehender Knabe | 294     | Ernst-Thälmann-Park, Berlin-Prenzlauer Berg, vor der WABE (Lage)                                                                                               | Plastik                                            | Bronze                                           | 1983 / 1984                                                                                | | Bezirksamt Pankow, Amt für Umwelt und Natur                                             |
| Fünf-Kinder-Tröpfelbrunnen                                                                                        | Evelyn Nitzsche-Hartnick                                                                                        | Fünf-Kinder-Tröpfelbrunnen | 295     | Theodor-Brugsch-Straße, Berlin-Buch, Paritätisches Seniorenwohnen Rosengarten (Lage)                                                                           |                                                    | Steinzeug, Blech                                 |                                                                                            | | Bezirksamt Pankow, Amt für Umwelt und Natur                                             |
| Hubschrauber mit Engel                                                                                            | Christian Stanici                                                                                               | Hubschrauber mit Engel | 296     | Thomas-Mann-Straße, Berlin-Prenzlauer Berg, Ecke Greifswalder Straße / Mühlencenter (Lage)                                                                     | Figurengruppe                                      | lackierter Stahl                                 | 1999                                                                                       | | AFG Centermanagement GmbH, Mühlenberg-Center Berlin                                     |
| Ernst Thaelmann Berlin                                                                                            | Jürgen Raue | Drei Brunnen | 297     | Thomas-Mann-Straße, Berlin-Prenzlauer Berg, Ecke Hanns-Eisler-Straße (Lage)                                                                                    | Brunnen                                            | Beton und Bronze                                 | 1979 / 1980                                                                                | | Bezirksamt Pankow, Amt für Umwelt und Natur                                             |
| | Toni Mau | Luftfahrt | 298     | Tiroler Straße 16, Berlin-Pankow, an Giebelwand (Lage) | Wandbild                                           | Kachelmosaik                                     |                                                                                            | | 1. Wohnungsbau-Genossenschaft Berlin-Pankow, Parkstraße 14                              |
| Ernst Thaelmann Berlin                                                                                            | Werner Richter                                                                                                  | Einsame Pappel / zum Gedenken an die rev. Ereignisse von 1848 | 299     | Topsstraße, Berlin-Prenzlauer Berg (Lage) | Gedenkstein                                        | Granit                                           | 1986/1988                                                                                  | | Bezirksamt Pankow, Amt für Umwelt und Natur                                             |
| <entwendet 2012>                                                                                                  | Stephan Horota                                                                                                  | Junger Fuchs | 300     | Volkspark, Berlin-Prenzlauer Berg, Schneeglöckchen-/Ecke Maiglöckchenstraße (Lage)                                                                             | Plastik                                            | Bronze                                           | 1965                                                                                       | Der Nachguss einer Plastik von 1960 wurde im September 2012 entwendet, die Anzeige enthält ein Bild. | Bezirksamt Pankow, Amt für Umwelt und Natur                                             |
| Teil des Bronzereliefs                                                                                            | Birgit Horota                                                                                                   | Aus der Geschichte des Bezirks Prenzlauer Berg | 301     | Volkspark, Berlin-Prenzlauer Berg, Eingang Maiglöckchenstraße / Oderbruchstraße (Lage)                                                                         | Relief                                             | Bronze                                           | 1971                                                                                       | | Bezirksamt Pankow, Amt für Umwelt und Natur                                             |
| <entwendet 2012>                                                                                                  | Stephan Horota                                                                                                  | Vater und Sohn | 302     | Volkspark, Berlin-Prenzlauer Berg, Maiglöckchenstraße / Hohenschönhauser Straße (Lage)                                                                         | Plastik                                            | Bronze                                           | 1970 / 1971                                                                                | Die Plastik wurde entwendet (Bild in Zeitungsmitteilung).                                            | Bezirksamt Pankow, Amt für Umwelt und Natur                                             |
| | Erwin Damerow                                                                                                   | Bär | 303     | Volkspark, Berlin-Prenzlauer Berg, unterhalb des großen Plateau (Lage)                                                                                         | Tierplastik                                        | Kunststein                                       | 1970                                                                                       | | Bezirksamt Pankow, Amt für Umwelt und Natur                                             |
| | Erwin Damerow                                                                                                   | Rodelnde Kinder | 304     | Volkspark, Berlin-Prenzlauer Berg, unterhalb des kleinen Plateaus (Lage)                                                                                       | Plastik                                            | Bronze                                           | 1972                                                                                       | | Bezirksamt Pankow, Amt für Umwelt und Natur                                             |
| | Gerhard Rommel                                                                                                  | Mutter mit Kind | 305     | Walter-Friedrich-Straße, Berlin-Buch, vor Kaufhalle (Lage) | Plastik                                            | Bronze                                           |                                                                                            | H 210 cm                                                                                             | Land Berlin                                                                             |
| | Stephan Horota                                                                                                  | Löwenvater mit zwei Jungen | 306     | Wasserturmplatz, Berlin-Prenzlauer Berg, Brunnen (Lage) | Plastik                                            | Bronze                                           | 2007                                                                                       | ca. 0,6 × 1,20 m × 50 cm H                                                                           | Land Berlin                                                                             |
| | Martin Wilke | Vor Dir ist Freude die Fülle | 307     | Wigandstaler Straße, Berlin-Weißensee (Lage) | Skulptur                                           | Sandstein                                        |                                                                                            | | Bezirksamt Pankow, Amt für Umwelt und Natur                                             |
| | Johann Tenne | Sowjetisches Ehrenmal | 308     | Wiltbergstraße, Berlin-Buch, Am Schloßpark Buch (Lage) | Denkmal                                            | Beton u. a. Steinsorten                          | 1945 / 1946                                                                                | | Land Berlin                                                                             |
| Bild gesucht BW                                                                                                   | Monique Thomaes                                                                                                 | Movement | 309     | Winsstraße 49/50, Berlin-Prenzlauer Berg (Lage) | Bewegungsinteraktive Lichtinstallation             | Neonröhren                                       | 2005                                                                                       | | Bezirksamt Pankow, Amt für Schule und Sport                                             |
| | Josefine Günschel                                                                                               | innenhaut-aussenhaut | 310     | Wisbyer Straße, Berlin-Prenzlauer Berg (Lage) | Installation                                       | Stammschutzfarbe auf Holz                        | 2008                                                                                       | | Bezirksamt Pankow, Tiefbauamt                                                           |
| | Nikolaus Bode                                                                                                   | Dorfleben | 311     | Wolfgang-Heinz-Straße 42, Berlin-Buch, an der Schwimmhalle Buch (Lage)                                                                                         | Skulptur                                           | Holz                                             | 1986 / 1991                                                                                | H 56 – 200 cm                                                                                        | Bezirksamt Pankow, Amt für Umwelt und Natur                                             |
| Bild gesucht BW                                                                                                   | Karl-Heinz Schamal                                                                                              | Sitzender Schwimmer | 312     | Wolfshagener Straße, Berlin-Pankow, Freibad (Lage) | Plastik                                            | Bronze                                           | 1969                                                                                       | H 120 cm                                                                                             | Land Berlin, 2011 Liegenschaftsfonds                                                    |
| Bild gesucht BW                                                                                                   | Gertrud Triebs                                                                                                  | Ursprung des Lebens | 313     | Wolfshagener Straße, Berlin-Pankow, Schule Stiftsweg (Lage) | Wandbild                                           | Keramik auf Putz                                 | 1964                                                                                       | 20 × 8 m                                                                                             | Bezirksamt Pankow, Amt für Schule und Sport                                             |
| | Axel Schulz | Rollschuhläuferin | 314     | Zillertalstraße 38, Berlin-Pankow, Kita Vorgarten (Lage) | Plastik                                            | Plastik: Bronze Sockel: Beton                    |                                                                                            | Plastik: H 117 cm Sockel: 15 cm                                                                      | Bezirksamt Pankow, Abt. Jugend und Immobilien                                           |
| Bild gesucht BW                                                                                                   | Andrea Böning                                                                                                   | Zwei Läufer | 410     | Hauptstraße 66, Berlin-Wilhelmsruh (Lage) | Wegweiser zur Sporthalle                           | Thermoplastik auf Steinpflaster und Asphalt      | 2011                                                                                       | 40 × 3,30 m / 11,5 × 4 m                                                                             | Bezirksamt Pankow, Amt für Schule und Sport                                             |
| Schiff zur Rettung der Unschuld der Kunst                                                                         | Martin Wilke, Thomas Richter                                                                                    | Schiff zur Rettung der Unschuld der Kunst | 411     | Fröbelstraße 17, Berlin-Prenzlauer Berg, Gelände des Bezirksamtes Pankow vor Haus 6 (Lage)                                                                     | Skulptur                                           | Sandstein, Holz, Metall                          | 1988 / 1989 / 2012                                                                         | H 5,70 m                                                                                             | Bezirksamt Pankow, Amt für Umwelt und Natur                                             |
| Denkzeichen in Berlin-Buch für die Opfer der nationalsozialistischen Zwangssterilisationen und 'Euthanasie'–Morde | Patricia Pisani                                                                                                 | Denkzeichen in Berlin-Buch für die Opfer der nationalsozialistischen Zwangssterilisationen und 'Euthanasie'–Morde | 412     | Karower Straße 11, Berlin-Buch, Klinikcampus C.W. Hufeland HELIOS Klinikum zwischen Haus 222 und C1 (Lage)                                                     | Plastik                                            | Kunstharz                                        | 2013                                                                                       | H 270 × B 270 × T 75 cm                                                                              |                                                                                         |
| Max Rubner | Fritz Schaper                                                                                                   | Max Rubner | 414     | Robert-Rössle-Straße 10, Berlin-Buch, Campus Buch-MDC vor Haus B 89 (Max-Rubner-Gästehaus) (Lage)                                                              | Skulptur                                           |                                                  | 1910                                                                                       | H 57 × T 36 × B 24 cm (+Sockel)                                                                      |                                                                                         |
| Bild gesucht BW                                                                                                   | Ulrike Mohr | Chiralität (Händigkeit) | 415     | Robert-Rössle-Straße 10, Berlin-Buch, Campus Buch-MDC vor Max-Rubner-Haus (Lage)                                                                               | Installation / Plastik                             | Kunststoff                                       | 2015                                                                                       | L 650 × H 300 cm                                                                                     | BBB Management GmbH                                                                     |
| Sitzender Junge                                                                                                   | Werner Stötzer                                                                                                  | Sitzender Junge | 422     | Humannplatz, Berlin-Prenzlauer Berg, Auf dem Spielplatz (Lage)                                                                                                 | Plastik                                            | Bronze                                           | 1956                                                                                       | H 120 × B 60 × T 65 cm                                                                               |                                                                                         |
| Flötenspielerin                                                                                                   | Lore Plietzsch                                                                                                  | Flötenspielerin | 428     | Elsa-Brändström-Straße 33, Berlin-Pankow, vor der Hoffnungskirche Pankow (Lage)                                                                                | Plastik                                            | Bronze                                           |                                                                                            | | Straßen- und Grünflächenamt Pankow                                                      |
| Bild gesucht BW                                                                                                   | Sabine Herrmann, Klaus Killisch                                                                                 | Runners | 429     | Fritz-Reuter-Straße, Berlin-Niederschönhausen, Hasengrundschule (Sporthalle) (Lage)                                                                            | Installation                                       |                                                  | 2013                                                                                       | H 300 × L 1000 cm                                                                                    | Bezirksamt Pankow, Schul- und Sportamt                                                  |
| Erinnerungsort Auerbach’sches Waisenhaus                                                                          | Susanne Ahner                                                                                                   | Erinnerungsort Auerbach’sches Waisenhaus | 430     | Schönhauser Allee 162, Berlin-Prenzlauer Berg, Innenhof (Lage)                                                                                                 | Gedenkstein / Relief                               | Glas, Klinker                                    | 2014                                                                                       | Höhe 300 × Breite 1300 × Tiefe 300 cm                                                                | Bezirksamt Pankow                                                                       |
| Bild gesucht BW                                                                                                   | Lothar Scholz                                                                                                   | Wandbild für die Schwimmhalle Berlin-Buch | 431     | Wolfgang-Heinz-Straße 41, Berlin-Buch, In der Schwimmhalle (Lage)                                                                                              | Wandbild                                           | Keramik                                          | 1987                                                                                       | 480 × 1500 cm                                                                                        |                                                                                         |
| Bild gesucht BW                                                                                                   | Sophie Alex | Zum Gedenken an die jüdischen Kinder, Frauen und Männer aus Pankow, deren Leben während der faschistischen Diktatur von 1933 bis 1945 ausgelöscht wurden. | 432     | Berliner Straße 120, Berlin-Pankow, Am Zaun, jährlich vom 9. November bis zum 27. Januar (Lage)                                                                | Installation                                       |                                                  | 2013                                                                                       | |                                                                                         |
| Bild gesucht BW                                                                                                   | Alexander Polzin                                                                                                | Chaims Brief. Zum Gedenken an die 579 jüdischen Bürger aus Pankow, die in Ghettos und Konzentrationslagern von den Nationalsozialisten ermordet wurden. | 433     | Berliner Straße 120, Berlin-Pankow, Foyer der Janusz-Korczak-Bibliothek (Lage)                                                                                 | Installation                                       | Bronze, Holz                                     | 2001                                                                                       | | Cajewitz-Stiftung                                                                       |
| Jüdisches Säuglings- und Kinderheim                                                                               | Werner Wörner                                                                                                   | Jüdisches Säuglings- und Kinderheim | 434     | Wilhelm-Wolff-Straße 30–38, Berlin-Niederschönhausen, Rechts oberhalb des Nebeneingangs am rechten Flügel, Gebäudekomplex Kinderhospiz „Sonnenhof“ (Lage)      | Relief                                             | Bronze                                           | 1977                                                                                       | |                                                                                         |
| Vorsicht Mensch                                                                                                   | Pit Bohne | Vorsicht Mensch | 435     | Blankenfelder Chaussee 5, Berlin-Blankenfelde, Botanischer Volkspark Blankenfelde (Lage)                                                                       | Stele                                              | Holz                                             | 2003                                                                                       | Höhe 3 m                                                                                             | Straßen- und Grünflächenamt Pankow                                                      |
| Sowjetisches Ehrenmal (Schönholzer Heide)                                                                         | Iwan Gawrilowitsch Perschudtschew, Konstantin A. Solowjow, W. D. Koroljow, M.D. Belawenzew, u. a.               | Sowjetisches Ehrenmal (Schönholzer Heide) | 436     | Germanenstraße 17, Berlin-Niederschönhausen, Anlage in der Volkspark Schönholzer Heide (Lage)                                                                  | Bauwerk / Gedenkstein / Plastik / Relief           | Glas, Bronze, Stein, Granit                      | 1947–1949                                                                                  | 3 ha, Länge 230 m, Höhe Obelisk 33,5 m                                                               | Straßen- und Grünflächenamt Pankow                                                      |
| Kinetische Skulptur                                                                                               | Michael Hischer                                                                                                 | Kinetische Skulptur | 437     | Blankenfelder Chaussee 5, Berlin-Blankenfelde, Botanischer Volkspark Blankenfelde (Lage)                                                                       | Skulptur                                           | Aluminium, Stahl                                 | 2000                                                                                       | 770 × 550 cm                                                                                         | Dauerleihgabe des Künstlers                                                             |
| Bild gesucht BW                                                                                                   | | Mosaik | 438     | "Robert-Rössle-Straße 1A, Berlin-Buch, Südfassade der Kita im Grünen (Lage)                                                                                    | Skulptur / Mosaik                                  | Glas                                             | 1950er Jahre                                                                               | |                                                                                         |
| Wandscheibe Bürgerhaus Buch                                                                                       | plateau landschaftsarchitekten                                                                                  | Wandscheibe Bürgerhaus Buch | 439     | Franz-Schmidt-Straße 8, Berlin-Buch, Außenanlage Bürgerzentrum Buch (Lage)                                                                                     | Skulptur                                           | Stein                                            | 2012                                                                                       | ca. 200 × 500 × 30 cm                                                                                | Bezirksamt Pankow                                                                       |
| Bild gesucht BW                                                                                                   | Wilfried Fitzenreiter                                                                                           | Knabenakt (Robert) | 440     | Schlosspark Schönhausen, Berlin-Niederschönhausen, Schlosspark Schönhausen, am Rand des Seerosenbeckens (Lage)                                                 | Plastik                                            | Bronze, Sandstein                                | 1963                                                                                       | H 136 cm, Sockel H 19 cm, L 105 cm, T 72 cm                                                          | Stiftung Preußische Schlösser und Gärten                                                |
| Vogelbrunnen mit Blume und Schildkröte                                                                            | Hubert Matthes, Fritz Kühn                                                                                      | Vogelbrunnen mit Blume und Schildkröte | 441     | Schlosspark Schönhausen, Berlin-Niederschönhausen, Schlosspark Schönhausen, am Rand der Gesellschaftsterrasse (Lage)                                           | Brunnen / Mosaik / Plastik                         | Keramik, Bronze, Sandstein                       | 1967 / 1968                                                                                | | Stiftung Preußische Schlösser und Gärten                                                |
| Stele für Ernst Busch                                                                                             | Gerhard Rommel, Carlo Wloch                                                                                     | Stele für Ernst Busch | 442     | Leonhardt-Frank-Straße, Berlin-Pankow, vor dem Eingang zum Städtischen Friedhof Pankow III (Lage)                                                              | Stele                                              | Kupfer, Granit                                   | 1997 / 2000                                                                                | Höhe 190 cm                                                                                          |                                                                                         |
| Maske der Medea                                                                                                   | Christine Dewerny                                                                                               | Maske der Medea | 443     | Amalienpark 7, Berlin-Pankow, im Vorgarten des Hauses Amalienpark 7, ehemaliges Wohnhaus von Christa Wolf (Lage)                                               | Gedenkstein / Skulptur                             | Sandstein                                        | 1996                                                                                       | 150 × 46 × 53 cm                                                                                     |                                                                                         |
| Sitzendes Liebespaar                                                                                              | Carin Kreuzberg                                                                                                 | Sitzendes Liebespaar | 444     | Breite Straße / Amalienpark, Berlin-Pankow, am Eingang des Amalienparkes auf der Breiten Straße (Lage)                                                         | Plastik                                            | Bronze, Klinker                                  | 1976                                                                                       | | Bezirksamt Pankow                                                                       |
| Pocketpark Florastraße 87                                                                                         | Christine Gersch, Igor Jerschov                                                                                 | Pocketpark Florastraße 87 | 445     | Florastraße 87, Berlin-Pankow, im Grünflächendreieck rechts neben Kinderbuchhandlung (Lage)                                                                    | Installation / Mosaik / Skulptur                   | Stein, Beton                                     | 2005                                                                                       | | Bezirksamt Pankow                                                                       |
| Pocketpark Florastraße 87                                                                                         | Veronike Hinsberg                                                                                               | öffnen gleiten fließen lüften bauschen schließen | 446     | Erich-Weinert-Straße 103, Berlin-Weißensee, Grünanlage (Lage)                                                                                                  | Skulptur                                           | Metall                                           | 2012                                                                                       | 380 × 600 × 120 cm                                                                                   |                                                                                         |
| Bild gesucht BW                                                                                                   | Robert Patz | side effects | 447     | Robert-Rössle-Straße 10, Berlin-Buch, Max-Delbrück-Centrum für Molekulare Medizin (MDC), auf drei Geschossen im inneren Gebäudekern (Lage)                     | Wandbild                                           |                                                  | 2012                                                                                       | Länge ca. 15.500 cm                                                                                  |                                                                                         |
| | Franziska Frey                                                                                                  | ohne Titel | 448     | Neue Schönholzer Straße 35, Berlin-Pankow, Innenhof des Rathauses (Lage)                                                                                       | Skulptur                                           | Sandstein                                        | 1996                                                                                       | 160 × 105 × 35 cm                                                                                    | Dauerleihgabe Künstler*In                                                               |
| | Matthias Heinz                                                                                                  | Drei Räder | 449     | Neue Schönholzer Straße 35, Berlin-Pankow, Innenhof des Rathauses (Lage)                                                                                       | Skulptur                                           | Stahl, Sandstein                                 | 1996                                                                                       | 120 × 40 cm                                                                                          | Dauerleihgabe Künstler*In                                                               |
| | Christoph Mertens                                                                                               | Canto Rodado II | 450     | Neue Schönholzer Straße 35, Berlin-Pankow, Innenhof des Rathauses (Lage)                                                                                       | Skulptur                                           | Granit                                           | 1996                                                                                       | 120 × 90 × 80 cm                                                                                     | Dauerleihgabe Künstler*In                                                               |
| | Rolf Wicker | Geknicktes Haus | 451     | Neue Schönholzer Straße 35, Berlin-Pankow, Innenhof des Rathauses (Lage)                                                                                       | Skulptur                                           | Beton                                            | 1996                                                                                       | 80 × 90 × 70 cm                                                                                      | Dauerleihgabe Künstler*In                                                               |
| Pausenheimaten | Studio Gründer Kirfel                                                                                           | Pausenheimaten | 452     | Pasteurstraße 7, Berlin-Prenzlauer Berg Felix-Mendelssohn-BaStudio Gründer Kirfelrtholdy-Gymnasium, Hinterhof, Eingangsfoyer (Lage)                            | Skulptur                                           | Holz                                             | 2021                                                                                       | 7-teilig, je ca. 300 × 150 × 150 cm                                                                  | Bezirksamt Pankow, Schul- und Sportamt                                                  |
| Bild gesucht BW                                                                                                   | Anke Becker | Jeannes Alphabet | 453     | Hauptstraße 66, Berlin-Französisch Bucholz, Jeanne-Barez-Schule, Treppenfoyer des Schulneubaus (Lage)                                                          | Relief / Wandbild                                  | Beton                                            | 2021                                                                                       | 700 × 880 cm                                                                                         | Bezirksamt Pankow                                                                       |
| Polychromie architecturale                                                                                        | Veronika Kellndorfer                                                                                            | Polychromie architekturale | 454     | Ossietzkyplatz, Berlin-Niederschönhausen, weitere Standorte: S-Bhf Pankow, Pastor-Niemöller-Platz und Pasewalker Straße / Ecke Schlossallee (Lage)             | Plastik                                            |                                                  | 2012                                                                                       | Höhe 500 bis 600 cm                                                                                  | Bezirksamt Pankow                                                                       |
| ohne Titel | Pauline Kraneis                                                                                                 | ohne Titel | 455     | Selma-Lagerlöf-Straße 6, Berlin-Pankow, südliche Betonwinkelelemente des Grundstückszauns des Werkstattkindergartens Selma-Lagerlöf-Straße (Lage)              | Wandbild                                           | Acryl(glas)                                      | 2021                                                                                       | zweiseitig, je 100 × 1200 cm                                                                         | Bezirksamt Pankow                                                                       |
| Bild gesucht BW                                                                                                   | Waldemar Grzimek                                                                                                | Porträtkopf Paul Dessau | 456     | Senefelderstraße 6, Berlin-Prenzlauer Berg, Musikschule Pankow, EliasHof, Treppenhaus, 1. Etage (Lage)                                                         | Plastik                                            | Bronze                                           | 1959                                                                                       | Höhe ca. 50 cm                                                                                       |                                                                                         |
| Süßgräser | Veronike Hinsberg                                                                                               | Süßgräser (Graminae) | 457     | Pappelallee 40, Berlin-Prenzlauer Berg, Eingangstor (Lage) | Skulptur                                           | Stahl                                            | 2016                                                                                       | 280 × 360 cm                                                                                         | Bezirksamt Pankow, Schul- und Sportamt                                                  |
| Vom Sockel denken                                                                                                 | Betina Kuntzsch                                                                                                 | Vom Sockel denken | 459     | Greifswalder Straße 52, Berlin-Prenzlauer Berg, Denkmalplatz (Lage)                                                                                            | Installation                                       | Beton                                            | 2021                                                                                       | | Bezirksamt Pankow                                                                       |
| Radfahrer | Siegfried Krepp                                                                                                 | Radfahrer | 460     | Rennbahnstraße 45, Berlin-Weißensee, Haupteingang Rennbahn Torsockel links (Lage)                                                                              | Relief                                             | Bronze                                           | 1965                                                                                       | 150 × 270 cm                                                                                         |                                                                                         |
| Bild gesucht BW                                                                                                   | Barbara Friess                                                                                                  | spring | 461     | Heinrich-Roller-Straße 18, Berlin-Prenzlauer Berg, in mehreren Etagen des Schulgebäudes (Lage)                                                                 | Wandbild                                           |                                                  | 2015                                                                                       | | Bezirksamt Pankow                                                                       |
| Herzmuscheln | Anne Ochmann | Herzmuscheln | 462     | Agnes-Wabnitz-Straße 9, Berlin-Prenzlauer Berg, Freianlage, südöstliche Grundstücksgrenze (Lage)                                                               | Mosaik / Plastik                                   | Beton, Granit, Terrakotta                        | 2015                                                                                       | 1000 × 120 × 50 cm                                                                                   | Bezirksamt Pankow                                                                       |
| Türreliefs | Norbert Pohl | Türreliefs | 463     | Bruno-Apitz-Straße, Berlin-Buch, vierteilig, an jeweils vier Eingängen der Wohnungsblocks (Lage)                                                               | Relief                                             | Holz                                             | 1985                                                                                       | ca. 70 × 70 cm                                                                                       |                                                                                         |
| Bild gesucht BW                                                                                                   | Anna Franziska Schwarzbach                                                                                      | Marthe Vogt | 464     | Robert-Rössle-Straße 10, Berlin-Buch, im Hof des Leibniz-Forschungsinstituts für Molekulare Pharmakologie (Marthe-Vogt-Haus, Haus C 81) (Lage)                 | Plastik                                            | Bronze                                           | 2022                                                                                       | 52 × 27 × 27 cm                                                                                      |                                                                                         |
| Bild gesucht BW                                                                                                   | Anna Franziska Schwarzbach                                                                                      | Marguerite Vogt | 465     | Robert-Rössle-Straße 10, Berlin-Buch, vor dem Zugang zur Campus-Bibliothek (Haus A 10) (Lage)                                                                  | Plastik                                            | Bronze                                           | 2022                                                                                       | 56 × 28 × 27 cm                                                                                      |                                                                                         |
| Sisyphus wins | Simon Deppierraz                                                                                                | Sisyphus wins | 466     | Scherenbergstraße 7, Berlin-Prenzlauer Berg, Außenfassade der Sporthalle der Carl-Humann-Grundschule, Ecke Stahlheimer Straße / Kuglerstraße (Lage)            | Skulptur                                           |                                                  | 2023                                                                                       | 180 × 180 × 1500 cm                                                                                  | Bezirksamt Pankow                                                                       |
| Spielfeld | Christoph Mertens                                                                                               | Spielfeld | 467     | Kissingenstraße 21A, Berlin-Heinersdorf, Ecke Retzbacher Weg, Grünfläche vor dem Eingang zur Sporthalle (Lage)                                                 | Skulptur                                           | Stahl                                            | 2022 / 2023                                                                                | 300 × 200 × 475 cm                                                                                   | Bezirksamt Pankow                                                                       |
| Bild gesucht BW                                                                                                   | Ulrike Seyboth, Ingo Fröhlich                                                                                   | Alles schwingt! Klangskulptur zum Mitspielen | 468     | Conrad-Blenkle-Straße 20, Berlin-Prenzlauer Berg, Foyer und vier Etagen im Hauptschulgebäude (Lage)                                                            | Skulptur                                           | Metall, Stahl, Holz                              | 2023                                                                                       | 4 Etagen, 27 Klangröhren 130–305 cm Höhe, Durchmesser 22–40 cm                                       | Bezirksamt Pankow                                                                       |